# Sermilik (Sud-Est du Groenland)
Vous lisez un « bon article » labellisé en 2018.
Pour les articles homonymes, voir Sermilik (homonymie).
Sermilik — ou, en danois : Egede og Rothes Fjord — est un fjord situé dans le Sud-Est du Groenland. Il fait partie de la municipalité de Sermersooq. Recouvrant une surface totale de 1 103 km2, Sermilik est le plus vaste fjord du Sud-Est du Groenland.
Sermilik, qui s'inscrit dans la zone géographique du roi Christian IX et dans le sud de la région arctique, constitue l'un des trois principaux fjords de l'ancien district d'Ammassalik. Le fjord, qui trouve son emplacement à quelques dizaines de kilomètres au-dessous du cercle polaire arctique est bordé au sud par la mer d'Irminger et au nord par la chaîne de montagnes du Schweizerland, et longe, dans sa partie sud-est l'île d'Ammassalik. Tasiilaq, localité la plus proche de Sermilik, est distante d'environ 20 km.
Le fjord comporte deux bras principaux : le Johan Petersen fjord, au sud-ouest, et l'Helheimfjord, au nord-ouest.
Vers 2 000 av. J.-C., au cours de la période de Saqqaq, une occupation humaine est attestée au sein du fjord. La présence humaine à Sermilik se prolonge, de manière continue ou discontinue, durant les périodes dorsétienne, nordique et thuléenne.
Vers la fin du XIXe siècle, Sermilik et l'ensemble du district d'Ammassalik font l'objet de nombreuses explorations polaires, d'abord avec l'expédition entreprise par Gustav Holm, puis avec celle menée par Fridtjof Nansen. Les explorateurs découvrent alors une population restée isolée pendant plusieurs siècles. D'autres expéditions sont réalisées à Sermilik et sa région dans la première moitié du XXe siècle, par le météorologue suisse Alfred de Quervain, par l'explorateur danois Knud Rasmussen, par le Britannique Gino Watkins, ou encore par l'ethnologue Paul-Émile Victor et l'anthropologue Robert Gessain.
Une station de recherche glaciologique, la « station de Sermilik », établie sur la rive est du fjord, a été construite au début des années 1970. Ce centre de recherche est destiné à observer et surveiller les glaciers du fjord, et principalement celui de Mittivakkat. Sermilik, qui s'étend sur une longueur d'environ 85–90 km pour une largeur comprise entre 5 et 12 km, se décharge sur trois principaux glaciers : celui d'Helheim, celui de Fenris et celui de Midgard. En raison du réchauffement climatique, les fronts de ces trois glaciers ont été marqués par d'importants retraits au cours du XXe et du début du XXIe siècle.

## Géographie

### Situation et territoire

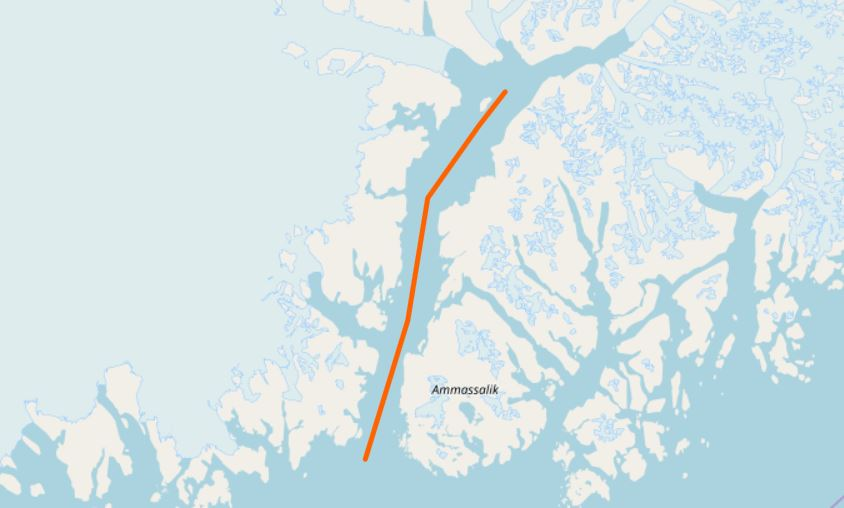
Localisation du fjord de Sermilik, ici à gauche de l'île d'Ammassalik, au sein de la municipalité de Sermersooq.

Sermilik est localisé au sein du district d'Ammassalik, subdivision de la municipalité de Sermersooq, dans la partie sud-est du Groenland. À l'instar des deux autres principaux fjords de la région d'Ammassalik, le fjord de Sermiligaaq et le fjord d'Ammassalik, Sermilik est orienté selon un axe nord-sud,,,,.
La partie sud-est du fjord est située à gauche de l'île d'Ammassalik. Sermilik est borné au nord par le massif de Schweizerland,. Positionné à proximité du cercle arctique, il se trouve entre le cap Gustav Holm (ou Tasiilap Karra) et le cap Poul Løvenørn (ou Umiiviip Kiammut Kangera). En outre, Sermilik, encadré par le fjord Nattivit Kagervitat et le fjord d'Ammassalik, est situé dans la partie sud-est de la région du roi Christian IX. Un détroit, anciennement appelé Ikerarsarsuak — actuellement, ce bras de mer est connu sous les deux détroits successifs d'Aariaa et d'Ikaasartivaq —, établit une connexion entre les fjords d'Ammassalik et de Sermilik. Le Johan Petersen fjord, au sud-ouest, et l'Helheimfjord, au nord-ouest, constituent les deux principaux affluents de Sermilik,,,. La localité de Tasiilaq (ou Tassîlaq, Angmagsalik, Angmagssalik,), bourg le plus proche de Sermilik est distant d'environ 20 km en axe est de l'embouchure du fjord,. L'embouchure du fjord, bornée à l'ouest par le cap Tycho Brahe, se trouve à une distance de 10 km de la station de recherche météorologique de Tasiilaq, la station de Sermilik, étant localisée sur la rive est du fjord,.
Sermilik, le plus vaste fjord de la partie sud-est du Groenland, recouvre une superficie de 1 103 km2, et se développe sur une longueur totale d'environ 85 km à 90 km, pour une largeur s'échelonnant entre un minimum de 5 km et un maximum de 12 km,,,. Le fjord atteint une profondeur moyenne d'environ 800 m (0,5 mille). Son bassin versant s'étend sur une surface de 58 054 km2. Le fjord relie directement l'inlandsis du Groenland à la mer d'Irminger,.
Outre celle d'Ammassalik, plusieurs îles sont baignées par les eaux du fjord : Aammangaa, une terre de 400 m d'altitude localisée à l'embouchure de Sermilik ; l'île d'Ikkateq ; Immikkeerteq de 1,8 mile de long, située dans la partie orientale du fjord ; Immikeertikajik, dont le point culminant est établi à 139 m d'altitude ; Kitak ; Pikiitsi ; Qeertartivatsiaq ; l'île de Sukkersit, localisée sur la rive ouest de Sermilik ; et Ukiiverajik, d'environ 1,6 km de long,.

Vues panoramiques de Sermilik
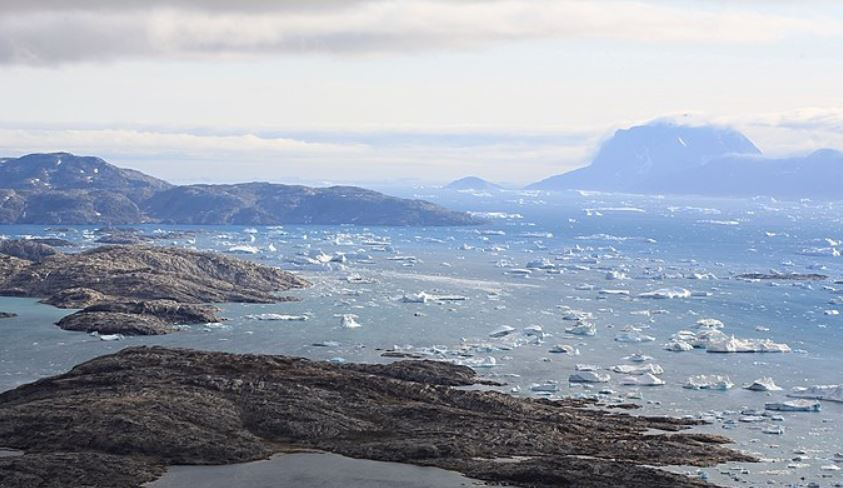
Panorama du fjord vue depuis la rive est, à Tiniteqilaaq.
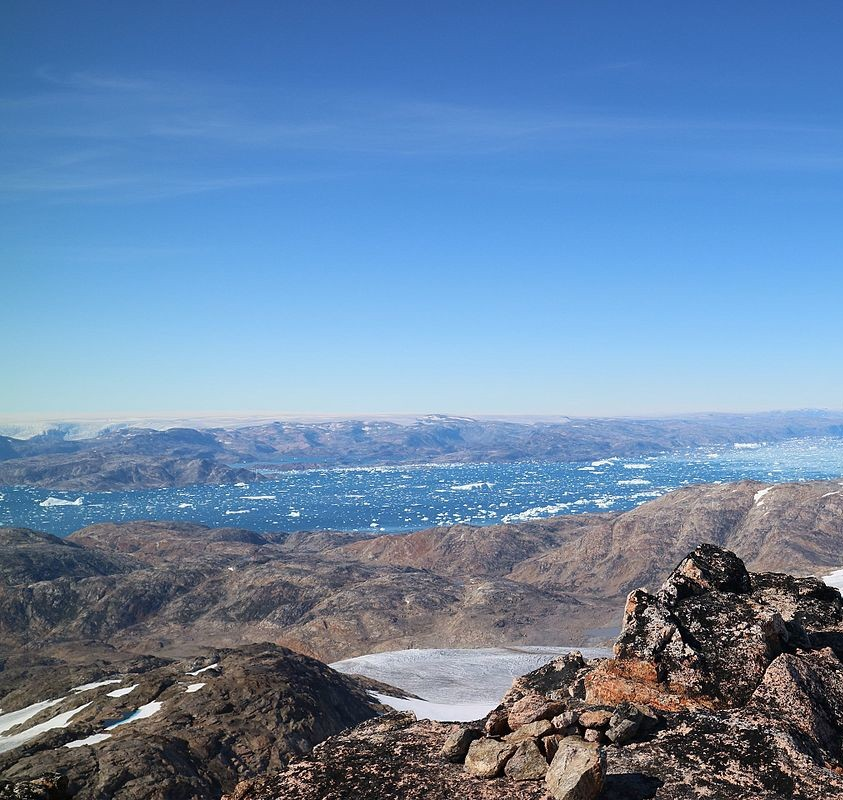
Vue panoramique de Sermilik et du glacier de Mittivakkat.
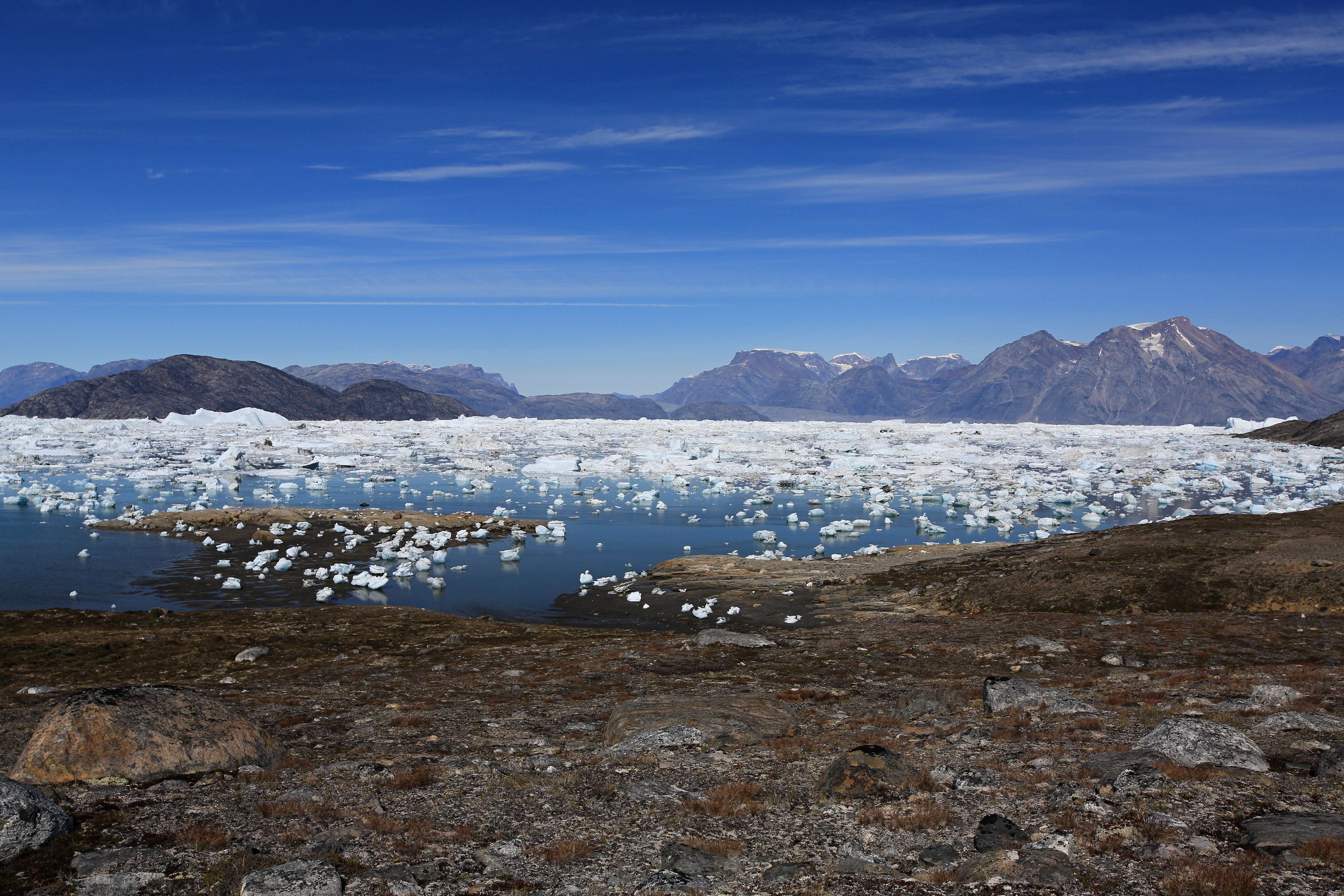
Vue de Sermilik.
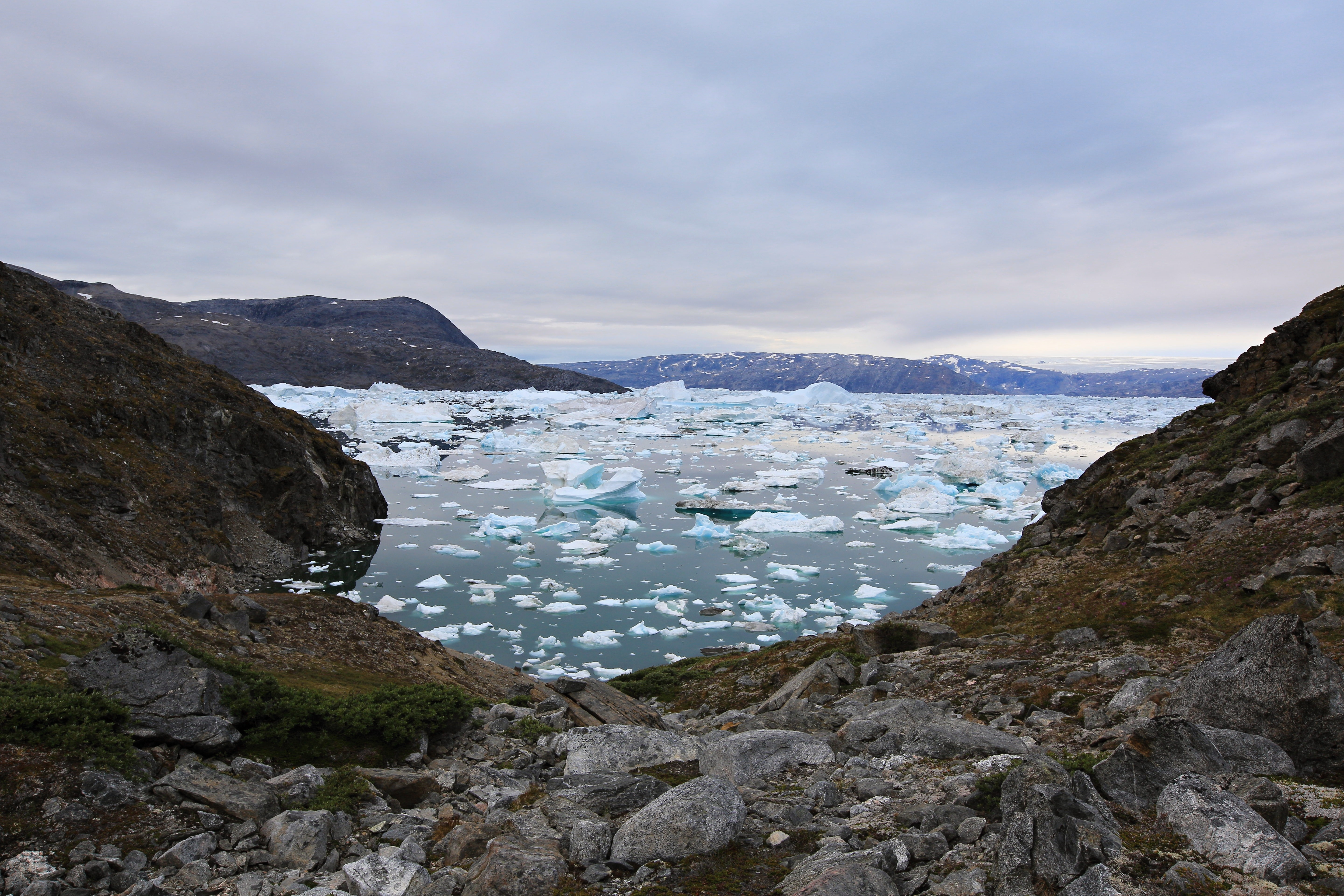
Panorama du fjord.
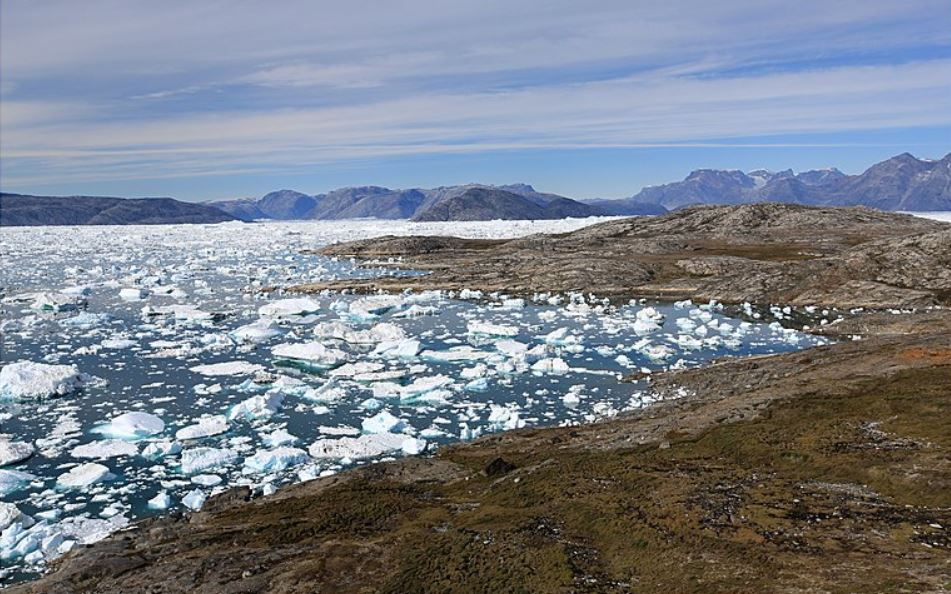
Panorama du fjord et de ses rives.
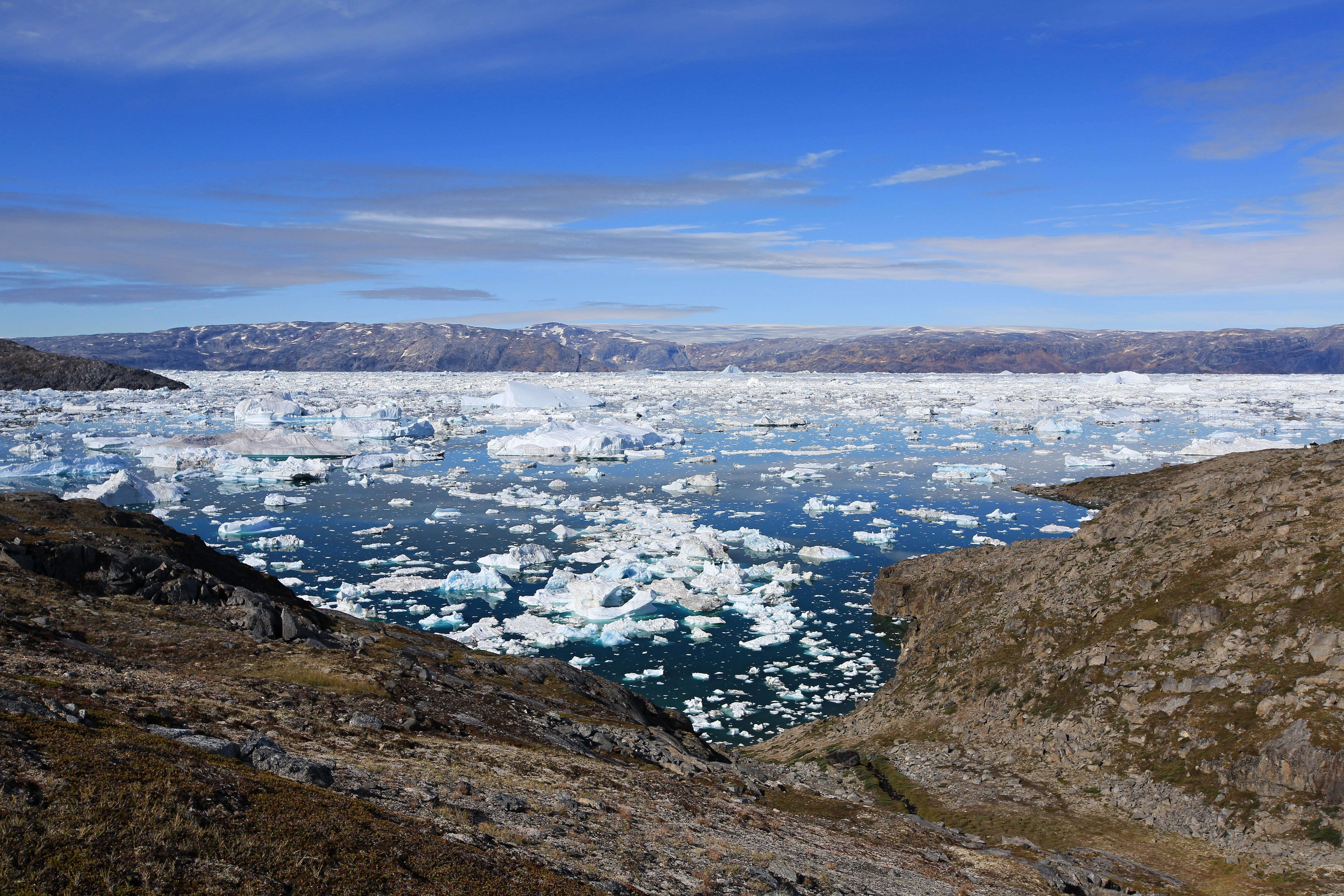
Panorama du fjord et de ses rives.

### Géologie et topographie

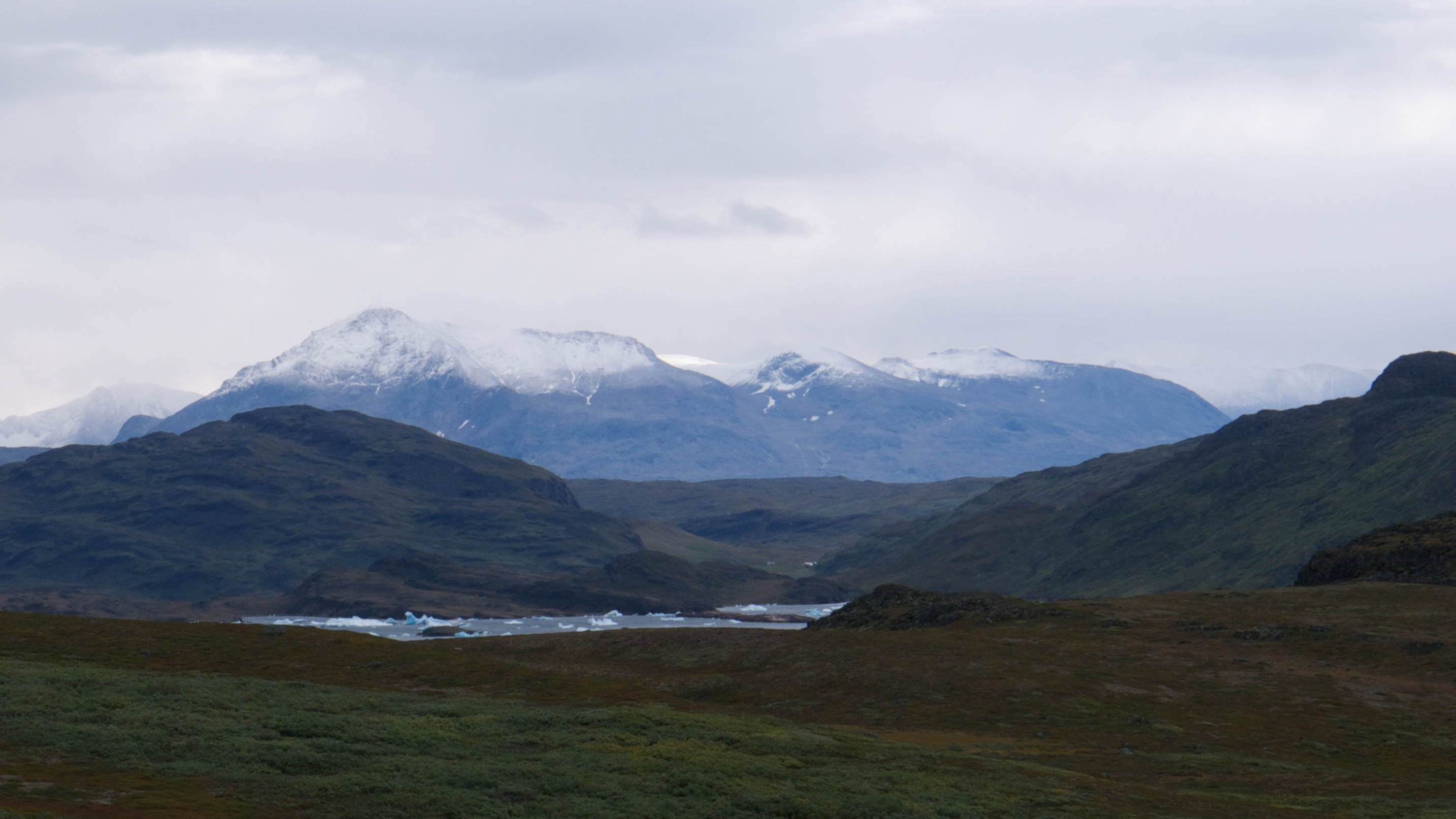
Environnement topographique du fjord.

L'embouchure du fjord, qui vient se jeter dans la mer d'Irminger, s'élève à une altitude minimale de 112 m, tandis que sa tête s'élève à une cote de 76 m. Ces deux éléments, datés au béryllium 10 (10Be), sont essentiellement formés de blocs erratiques,. L'un et l'autre sont distants de 81 km. L'embouchure de Sermilik est datée de 12,7 kyr (127 000 années) ± 700 années. Sa lithologie est constituée de gneiss associé à du schiste. Le front du fjord, qui trouve son emplacement à la jonction entre le fjord d'Heilheim et celui de Fenris, est formé de paragneiss. Il est daté de 121 000 années ± 700 années.
Le fjord et l'ensemble de la région d'Ammassalik font partie du bouclier canadien. Ce bouclier géologique s'est formé au cours du Précambrien. La région d'Ammassalik possède un substratum composé de roches cristallines — en majeure partie du granite, du gneiss et de la granodiorite. Dans les marges occidentales de la région, l'inlandsis recouvre ces formations géologiques sur une épaisseur pouvant atteindre 3 000 m. En raison d'une forte érosion fluvioglaciaire et marine, la région présente un relief relativement modelé associé à de basses élévations topographiques. Ce type de relief, constitué de formations rocheuses moutonnées, se retrouve particulièrement dans la partie sud du bassin de Sermilik, mais également dans sa partie ouest et sur les îles comprises dans son delta,,. Dans sa partie orientale, le panorama du fjord est dominé par un relief de type alpin. La partie sud du fjord est marquée par le retrait de l'inlandsis. Cette récession est datée entre 11 100 et 9 700 ans (début de l'Holocène). Dans la même zone, cette séquence de déglaciation est suivie par une phase de déposition sédimentaire datée de 7 200 ans AP.

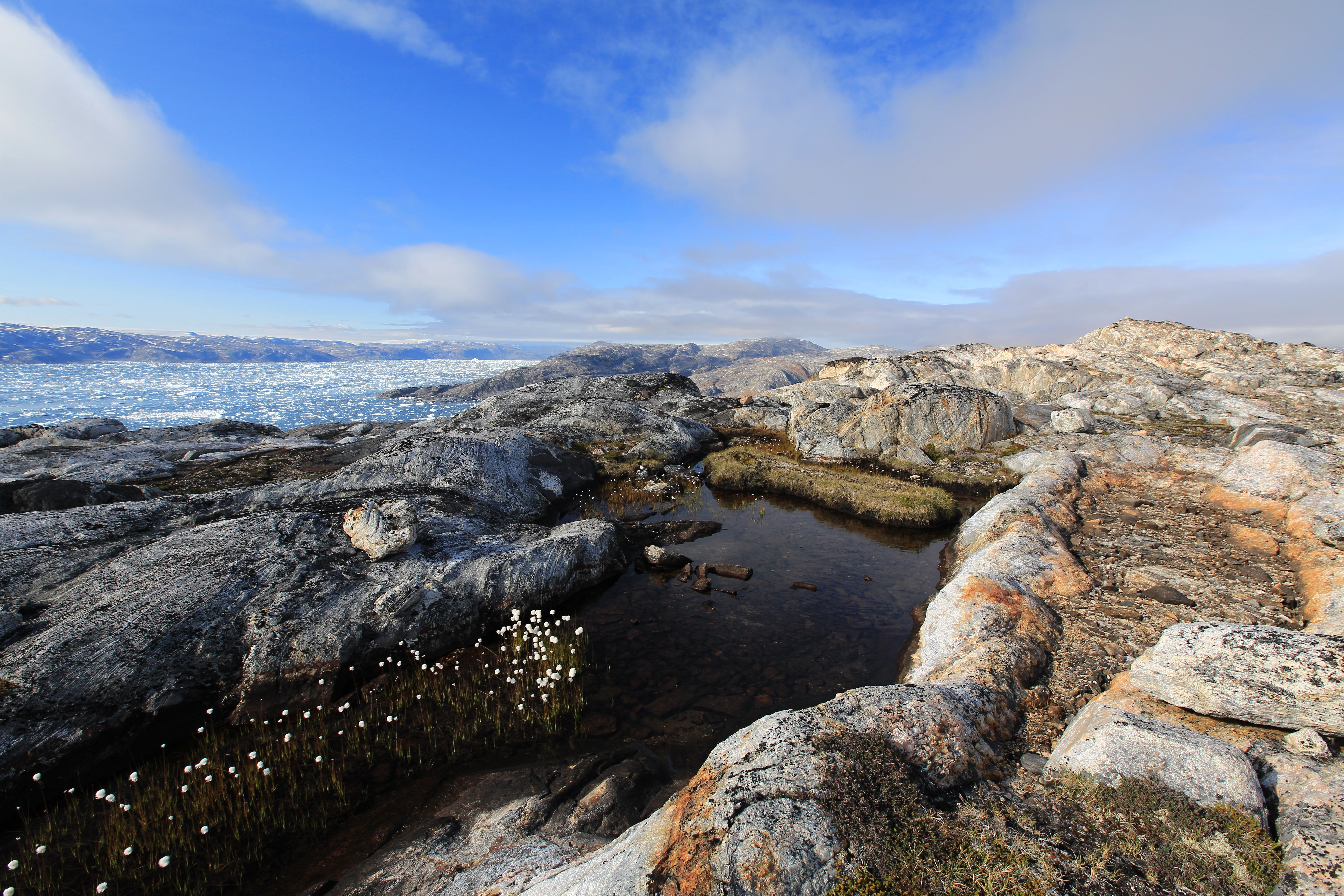
Roches moutonnées sur la rive est de Sermilik.

La vallée de Sermilik, la vallée de Toqulertivit Imiat, présente une altitude moyenne inférieure à 400 m. Sa roche-mère a été datée grâce aux isotopes du 10Be et l'aluminium 26 (26Al). Les analyses réalisées sur les fossiles de foraminifères ont permis d'établir que l'érosion fluvioglaciaire de la vallée a pris effet il y a 11 100 à 9 700 ans dans ses marges. Ce processus est attesté entre 12 800 et 9 900 ans, 10 km plus au nord de la dépression groenlandaise.
Le front de Sermilik, qui se termine sous la forme de trois branches — la première d'axe sud-ouest/ouest-nord-ouest, la seconde d'axe sud/nord-ouest et la troisième d'axe sud-est/nord-est — est encadré au nord par un massif, le Schweizerland, une région montagneuse qui comporte notamment le mont Forel, dont le sommet culmine à 3 505 m d'altitude ou 3 360 m selon les données altimétriques de l'Institut d'études géologiques des États-Unis en 1995 et celles de l'Agence d'information géographique danoise (en) (Danish Geodata Agency) en 2015,. Le front du fjord est distant d'environ 150 km du mont Forel. La partie septentrionale du fjord présente un paysage géomorphologique constitué de vallées glaciaires séparées par des crêtes. Le relief du nord de Sermilik est également marqué par la présence de cirques glaciers. Au niveau de sa partie sud-est, les rives du fjord sont surplombées par le Kingigtit, un mont culminant à une altitude de 3 000 pieds et qui se présente sous la forme d'un « pain de sucre »,,.

### Climatologie

Vue aérienne de l'est de l'inlandsis du Groenland produisant des courants glaciaires qui se déverse dans le fjord.

Le climat du fjord et de ses environs, situés dans la partie sud de la zone arctique, juste au-dessous du cercle polaire, est, selon la classification de Köppen, de type ET (climat de toundra),,. Le climat local est simultanément influencé par le courant du Groenland oriental — ce courant marin atteint une vitesse de 50 cm/s aux environs d'Ammassalik —, dans sa partie orientale, et par la présence de la calotte polaire, qui induit des courants glaciaires dans sa partie occidentale,,,. La masse de l'inlandsis groenlandais, dont l'épaisseur atteint localement près de 3 000 m, fait dévier les circulations cyclonales. La présence de cette masse de glace induit également une baisse des températures par son important albédo (localement appelé qatsimalit) et provoque un mécanisme de cyclogénèse par la confrontation entre les coulées d'air froid du Groenland et les remontées de l'air marin, qui, lui, est plus chaud en raison de son ouverture vers le Gulf Stream. La présence d'une banquise durant une longue période de l'année contribue à résorber les influences modératrices de la masse océanique. Le climat local est caractérisé par des températures moyennes mensuelles basses, celles-ci ne dépassant que rarement les 15 °C. Le fjord, et l'ensemble du littoral de la région d'Ammassalik, aux étés de courte durée, sont soumis à de fréquentes précipitations et rafales de vent — des vents atteignant 90 m/s et dont la température atteignait −20 °C ont été enregistrés le 6 février 1970 —,. Ces vents catabatiques, localement appelés piteraq, arrivent en direction de l'est, via la mer d'Irminger,. Le climat est également caractérisé par de violentes tempêtes appelées neqqajaaq et pilarngaa.

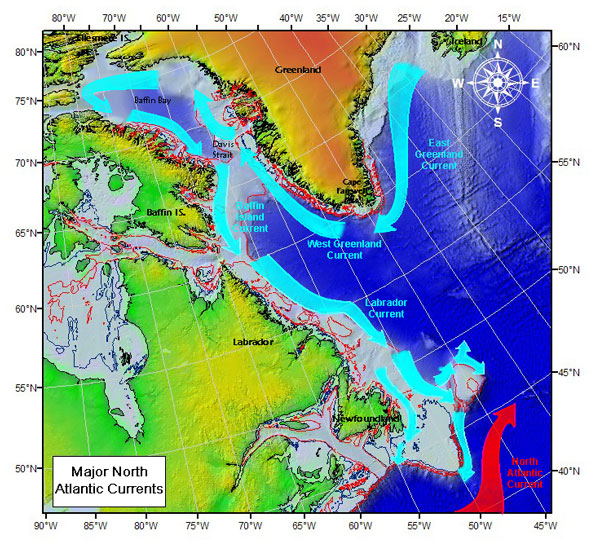
Carte représentant les principaux courants de l'Atlantique Nord. Le courant du Groenland oriental apparaît en haut à droite de la carte.

En 1970, selon les données climatologiques enregistrées par l'Institut météorologique danois, les températures annuelles moyennes étaient de −1,2 °C avec un minimum de −8,3 °C observé au mois de février et un maximum de 6,9 °C répertorié au mois de juillet. Un record de température minimal de −25 °C a été enregistré en janvier 1965, tandis qu'un maximum de 23,5 °C a été observé en juillet 1963.
Sur la période comprise entre 1961 et 1990, les données météorologiques enregistrées à la station de Tasiilaq sont les suivantes : −1,7 °C de température moyenne annuelle ; −7,5 °C de température moyenne minimale observée au mois de janvier ; 6,4 °C de température moyenne maximale relevée en juillet ; et un total de 1 374 heures d'ensoleillement par an,. Durant la période comprise entre 1958 et 1999, un record de température minimale de −29,5 °C a été enregistré le 1er mars 1978 et un record de température maximale de 25,2 °C a été relevé aux 2 et 3 juillet 1995. Un record de pression atmosphérique maximale de 105,9 hPa a été observé le 2 mars 1962 et un record de pression atmosphérique minimale de 938,6 hPa a été relevé le 1er janvier 1999.
Une épaisse couche de glace recouvrait encore le bassin de Sermilik au cours de l'hiver 1985. En raison du réchauffement climatique, cette masse de glace n'est plus réapparue durant les 30 dernières années,.
Avec une valeur moyenne de 984 mm de précipitations annuelles — précipitations réparties sur 120 jours de l'année — enregistrée entre 1961 et 1990, Sermilik et ses environs est l'une des zones les plus humides du Groenland,. Durant la période de 1999 à 2008, la température annuelle moyenne relevée à 2 m au-dessus de la surface des eaux du fjord s'élevait à −4,8 °C, cette moyenne s'échelonnant entre un maximum d'environ 0 °C, température observée à proximité de Tasiilaq et des autres localités côtières, et un minimum d'environ −19 °C, température observée au niveau de la calotte polaire du Groenland.
| Mois                                                            | jan.       | fév.        | mars       | avril      | mai        | juin      | jui.      | août      | sep.      | oct.       | nov.       | déc.       | année      |
| --------------------------------------------------------------- | ---------- | ----------- | ---------- | ---------- | ---------- | --------- | --------- | --------- | --------- | ---------- | ---------- | ---------- | ---------- |
| Température minimale moyenne (°C)                               | −11,1      | −11,6       | −12,3      | −8,1       | −2,7       | 0,6       | 2,5       | 2,4       | 0,1       | −3,5       | −7,8       | −10,7      | −5,2       |
| Température minimale moyenne la plus basse (°C) année du record | −27,3 1971 | −29,25 1978 | −27,4 1975 | −22,4 1992 | −14,7 1963 | −5,5 1983 | −3 1969   | −3,3 1982 | −6,2 1969 | −14,4 1967 | −23,6 1971 | −23,8 1974 | −29,5 1978 |
| Température moyenne (°C)                                        | −7,5       | −7,7        | −8,1       | −4         | −0,7       | 4,2       | 6,4       | 6         | 3         | −0,9       | −4,8       | −7,3       | −1,7       |
| Température maximale moyenne (°C)                               | −4,2       | −4,2        | −4,3       | 0          | 4,2        | 7,7       | 10,4      | 9,8       | 6,2       | 1,7        | −1,9       | −4         | 1,8        |
| Température maximale moyenne la plus haute (°C) année du record | 8,5 1970   | 12,5 1969   | 15,1 1979  | 15,2 1996  | 15,5 1999  | 21,5 1958 | 25,2 1995 | 20,2 1964 | 20,5 1962 | 13 1968    | 12,4 1994  | 9,8 1969   | 25,2 1995  |
| Ensoleillement (h)                                              | 1          | 34          | 116        | 162        | 188        | 234       | 245       | 189       | 144       | 55         | 10         | 0          | 1 374      |
| Précipitations (mm)                                             | 120        | 99          | 98         | 75         | 63         | 51        | 47        | 64        | 78        | 83         | 99         | 102        | 984        |

Les phénomènes climatiques et les pressions atmosphériques enregistrés à la station météorologique de Tasiilaq durant la période comprise entre 1961 et 1990 sont les suivants :
| Mois                                               | jan.    | fév.    | mars    | avril   | mai     | juin    | jui.    | août    | sep.    | oct.    | nov.    | déc.    | année   |
| -------------------------------------------------- | ------- | ------- | ------- | ------- | ------- | ------- | ------- | ------- | ------- | ------- | ------- | ------- | ------- |
| Nombre de jours avec température minimale ≤ −10 °C | 17      | 16,7    | 20,2    | 10,7    | 0,6     | 0       | 0       | 0       | 0       | 1,1     | 9,7     | 18      | 93,4    |
| Nombre de jours avec gel                           | 29,9    | 27,3    | 30,2    | 28,2    | 24,4    | 9,8     | 3,1     | 3,2     | 14,2    | 26,7    | 28,7    | 29,7    | 253,9   |
| Nombre de jours avec rafales ≥ 57,6 km/h           | 2,5     | 2,7     | 2,1     | 1,8     | 1,4     | 1,4     | 1,4     | 1,4     | 1,7     | 1,7     | 2,4     | 2,5     | 1,9     |
| Nombre de jours avec rafales ≥ 100,8 km/h          | 0,1     | 0,2     | 0       | 0       | 0       | 0       | 0       | 0       | 0       | 0       | 0,1     | 0,1     | 0,5     |
| Pression atmosphérique au niveau de la mer (hPa)   | 1 003,3 | 1 004,3 | 1 006,7 | 1 012,9 | 1 015,7 | 1 012,2 | 1 011,6 | 1 010,9 | 1 008,8 | 1 006,3 | 1 007,1 | 1 004,3 | 1 008,7 |
| dont nombre de jours avec précipitations ≥ 1 mm    | 13      | 11,8    | 11,5    | 10,3    | 8,8     | 7,9     | 6,6     | 8,3     | 9       | 10,7    | 11      | 11,2    | 120,4   |
| dont nombre de jours avec précipitations ≥ 10 mm   | 4       | 3,2     | 2,8     | 2,5     | 2       | 1,6     | 1,5     | 2,2     | 2,5     | 2,5     | 3,2     | 3,1     | 31,3    |
| Nombre de jours avec neige                         | 14,7    | 13,7    | 14,2    | 11,9    | 7,4     | 1       | 0,1     | 0,2     | 3,6     | 10,9    | 13,2    | 12,5    | 103,5   |
| Nombre de jours avec grêle                         | 22,3    | 21      | 24,3    | 14,1    | 1,7     | 0       | 0       | 0       | 0,1     | 8,6     | 19,3    | 23,5    | 134,7   |
| Nombre de jours d'orage                            | 0,1     | 0,2     | 0       | 0       | 0       | 0       | 0       | 0       | 0       | 0       | 0,1     | 0,1     | 0,5     |
| Nombre de jours avec brouillard                    | 0,6     | 0,6     | 1,3     | 3,4     | 7,1     | 11,8    | 13,4    | 10      | 4       | 2,1     | 1,3     | 0,5     | 56      |

### Glaciologie, hydrographie et océanographie

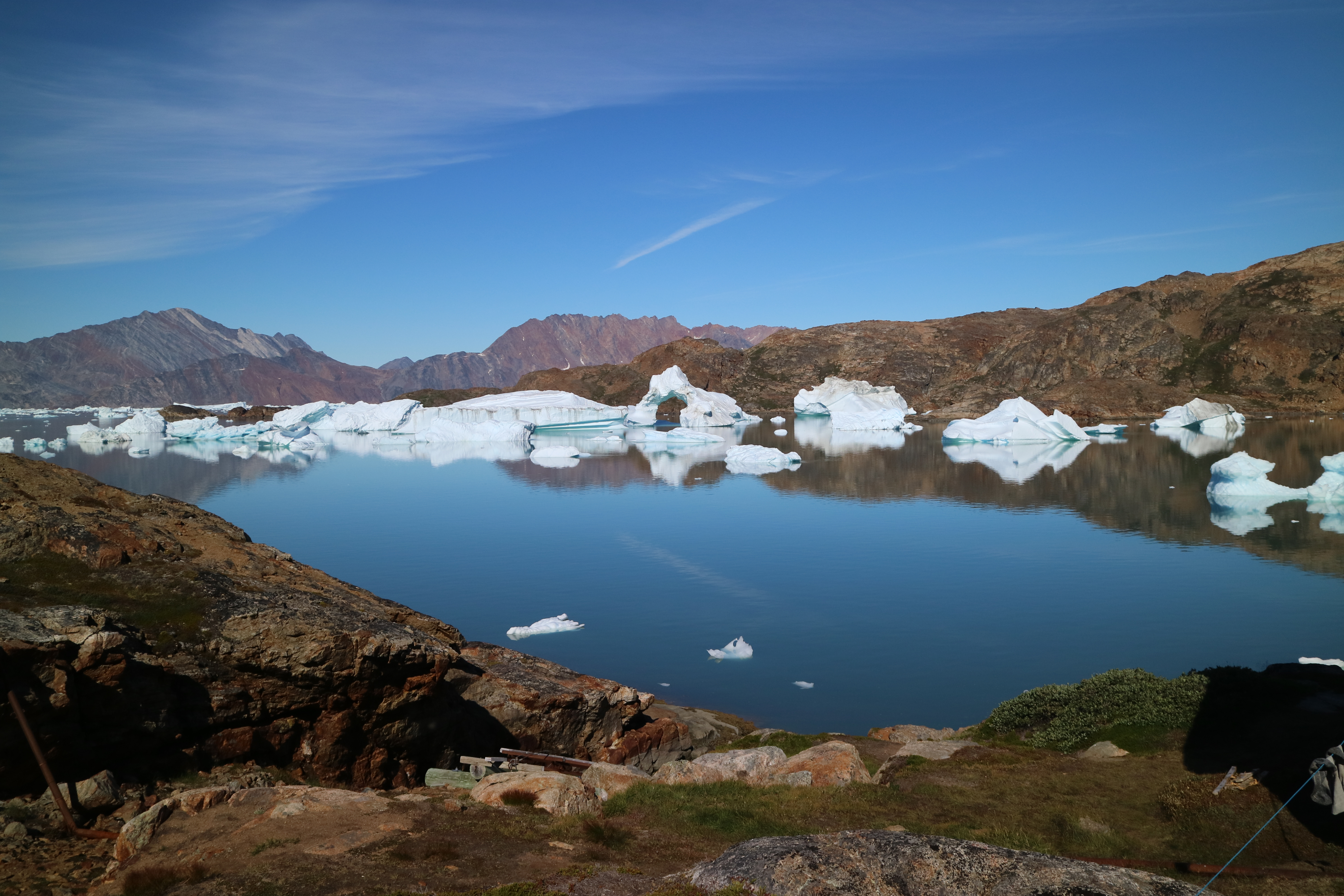
Icebergs formés sur les rives du fjord (ici, au niveau de la station de recherche de Sermilik).

Sur la période allant de 1999 à 2008, le fjord comprenait en moyenne un volume de 40,4 × 109 m3 ± 4,9 × 109 m3 d'eau douce, dont 85 % issue de la fonte de ses glaciers de décharge — 65 % provenant uniquement du glacier d'Helheim — ; 11 % issue des eaux de ruissellement ; 3 % issue des précipitations ; et 1 % issue de lacs subglaciaires. Entre 1999 et 2005, le volume des eaux de ruissellement a varié de 2,9 × 109 m3 ± 0,4 à 5,9 × 109 m3 ± 0,9. Au-dessous d'une profondeur de 250 m, les eaux du fjord sont essentiellement constituées de celles provenant de l'océan Atlantique Nord, via la mer d'Irminger.
Les icebergs formés au sein de Sermilik, dans les années 2010, mesurent entre 0,050  et   1 km de long pour une hauteur immergée (profondeur sous l'eau) allant de 48 m à 393 m.
Des relevés, effectués entre l'été 2009 et l'hiver 2010, ont mis évidence que les eaux du fjord présentent, à leur surface, un taux de salinité proche de 30 g/kg au mois d'août 2009 et de 32 à 33 g/kg au mois de mars de l'année suivante. Au-delà de 600 m de profondeur, ce taux, sur l'ensemble de la période considérée, augmente jusqu'à 34 g/kg. À environ 300 m de profondeur, la salinité des eaux de Sermilik présente des variations corrélées avec celles de la température. La fonte du glacier d'Helheim et de ces eaux de ruissellement affecte également ce taux de salinité.
Sermilik se décharge sur trois principaux glaciers : le glacier d'Helheim, le glacier de Fenris et le glacier Midgard. Les glaciers de Sermilik forment une barrière d'environ 700 m de hauteur. Le fjord se décharge également sur le Mittivakkat (en),, un glacier d'une superficie de 26,2 km2 et dont la surface de drainage recouvre 18,4 km2,. Ce glacier, localisé dans la partie sud-est du fjord, sur l'île d'Ammassalik et qui atteint une altitude s'échelonnant entre un minimum de 160 m et un maximum de 880 m, repose sur une assise stratigraphique composée d'argile et de grès, laquelle est surmontée par des dépôts morainiques. Le bassin versant de Sermilik comporte d'autres glaciers dont le glacier d'Hobbs, situé dans sa partie ouest, le glacier de Tinit,, le glacier 16 September,,, ainsi que le glacier d'Heim, et le glacier d'Hann, tous deux localisés dans le Johan Petersen Fjord,.

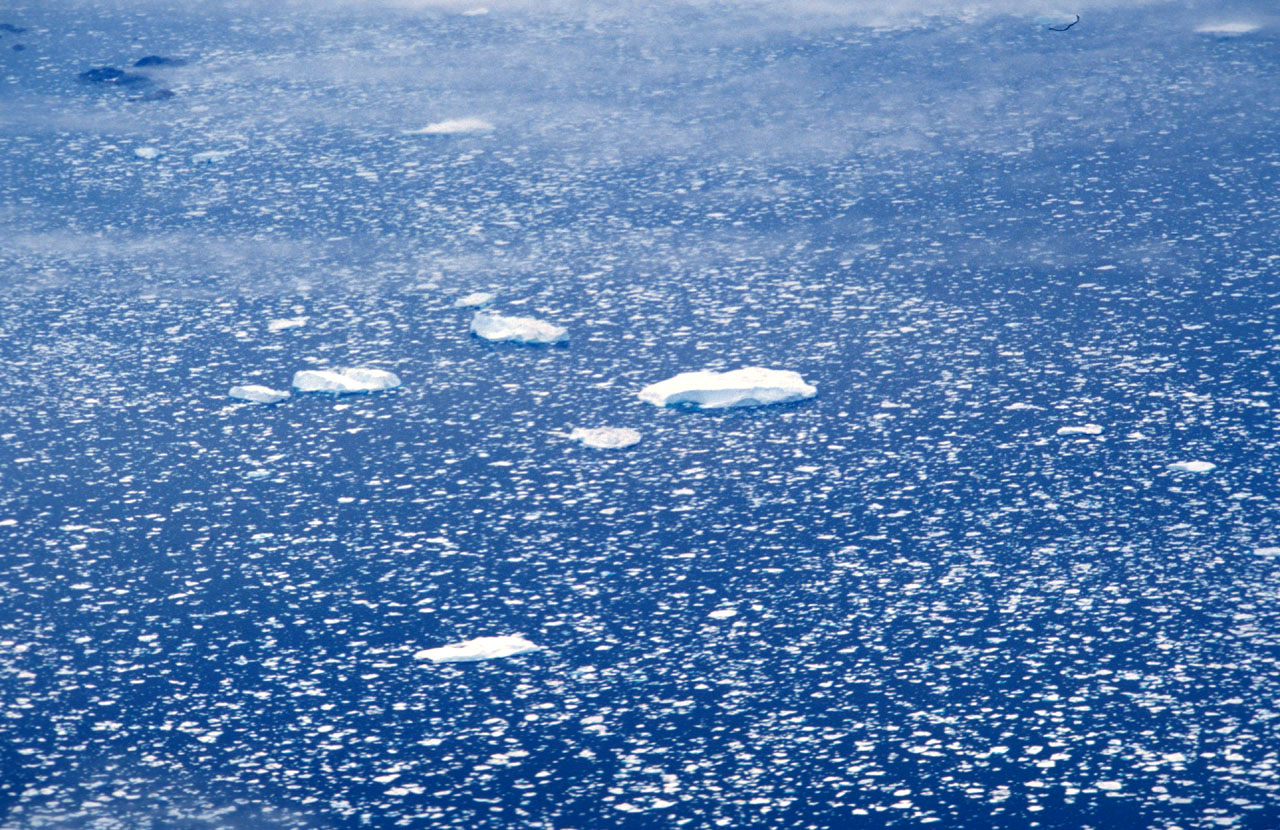
Vue aérienne de blocs de glaces dérivant au large de la côte sud-est groenlandaise et conduits par le courant du Groenland oriental.

Le couple formé par Sermilik et le glacier d'Helheim constitue l'un des plus importants systèmes d'exutoire en eau solidifiée du Groenland,. De récentes recherches glaciologiques et océanographiques réalisées par l'Institut océanographique de Woods Hole (WHOI) ont montré que le glacier d'Helheim, a marqué un retrait, sous la surface de l'eau, de 1 500 (profondeur initilale) à 1 000 pieds (profondeur actuelle). À la fin des années 1990 et début des années 2000, le front de l'Hehleim n'a pas été marqué de variations saisonnières importantes. En revanche, entre les années 2002 et 2010, le front de ce glacier a présenté des amplitudes saisonnières de 3 à 4 km. Au cours de la période s'échelonnant entre 1981 et 2001, la partie centrale du front glaciaire d'Helheim a régressé de 4 km. Sur la période comprise entre 2002 et 2005, il a présenté un retrait de 7 à 8 km, tandis qu'entre 2005 et 2006, il s'est avancé d'environ 3 km avant de se stabiliser. Au cours des périodes considérées, les glaciers de Fenris et de Midgård ont observé les mêmes variations de leur front glaciaire. En outre, l'Institut d'études géologiques des États-Unis, selon des relevés satellitaires, a mis en évidence que le glacier de Fenris a marqué une récession globale de 3 km entre la fin des années 1900 et le milieu des années 1990 tandis que le front du glacier Midgard a, quant à lui, régressé de 17 km au cours de cette même période,.
Des relevés effectués au sein du fjord entre 2003 et 2011, indiquent que les transferts thermiques entre les eaux océaniques et les glaciers oscillent autour d'une moyenne 29 × 109 W et s'échelonnent entre une valeur minimale de 11 × 109 W et une valeur maximale de 64 × 109 W,. Néanmoins, les recherches glaciologiques et océanographiques ont mis en évidence que les régressions des formations glaciaires de Sermilik ne sont pas induites par l'augmentation de la salinité et du réchauffement des eaux nord-atlantiques, mais sont affectées par l'accroissement de la température de l'air.

Les glaciers de Sermilik
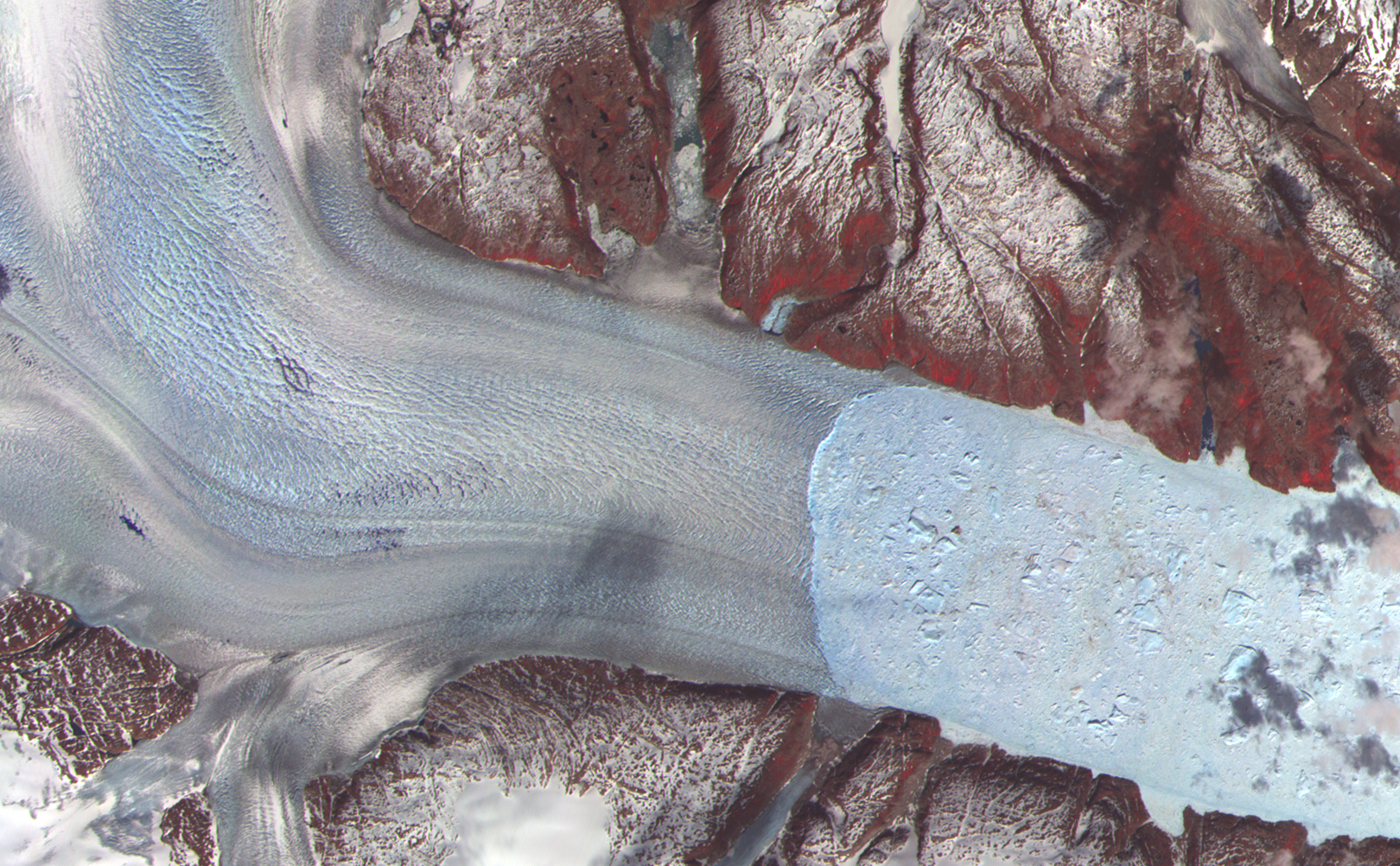
Vue satellite du glacier d'Helheim.
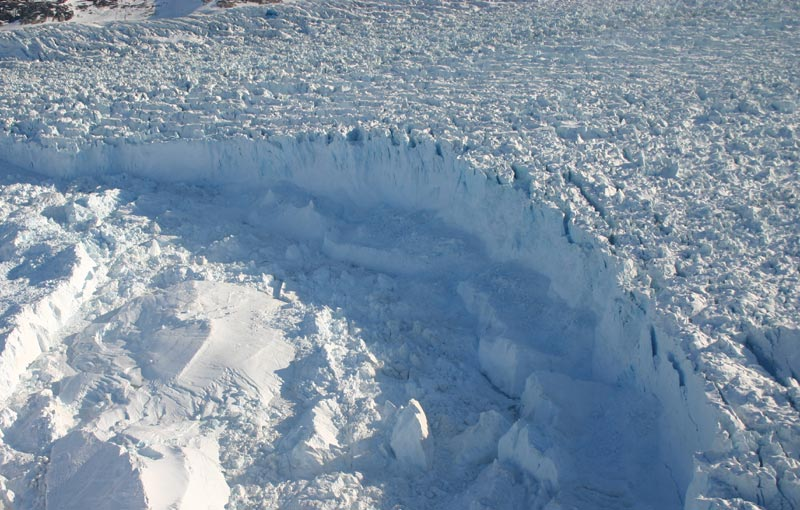
Front du glacier d'Helheim en 2005.
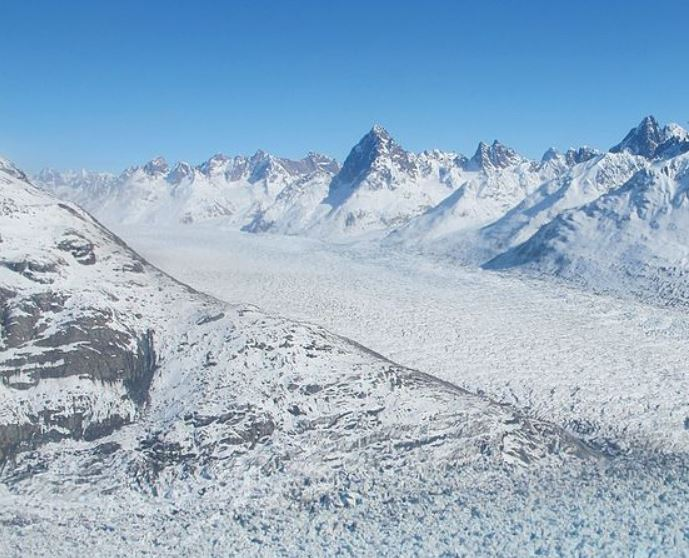
Vue aérienne du glacier d'Helheim.
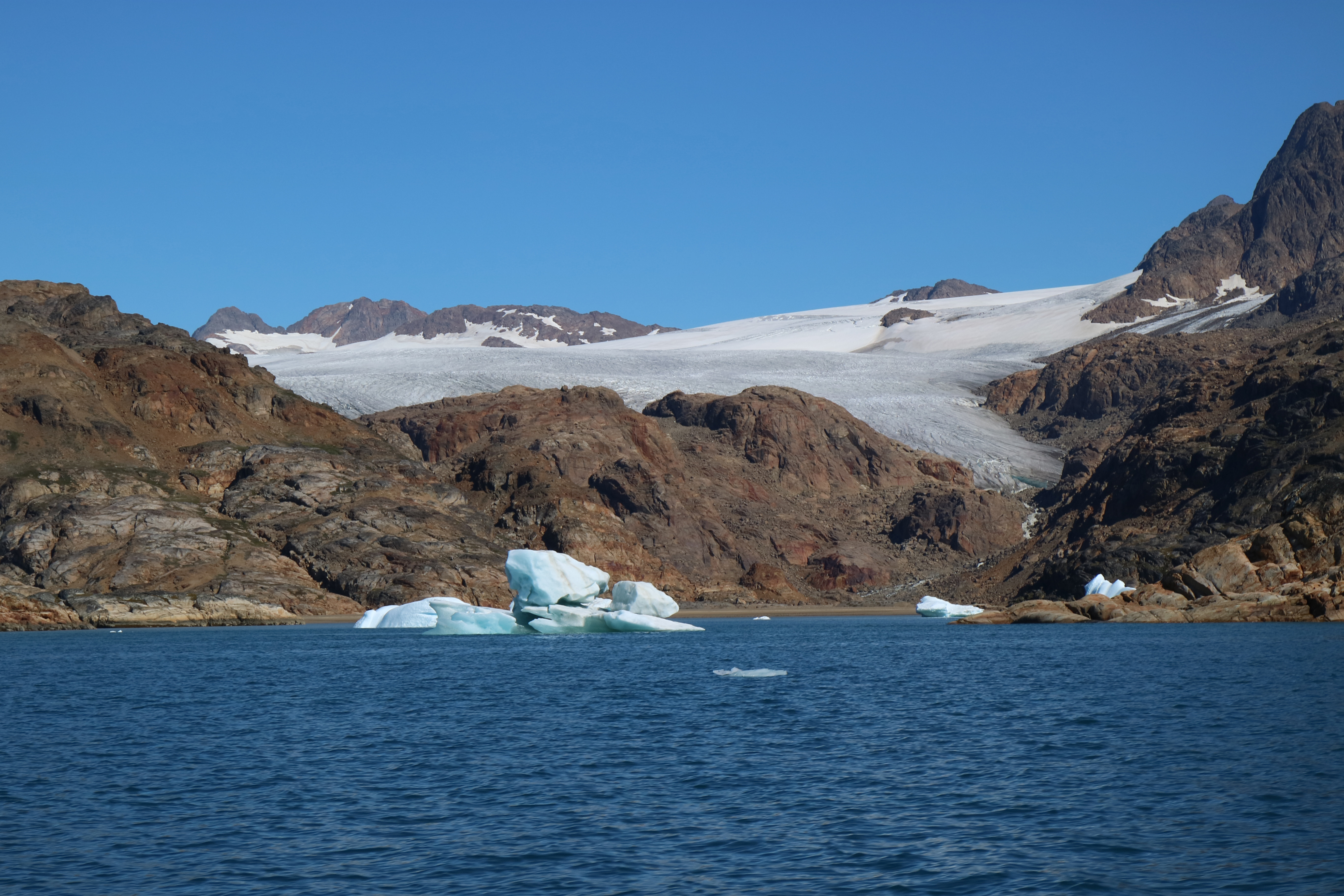
Glacier de Mittivakkat.
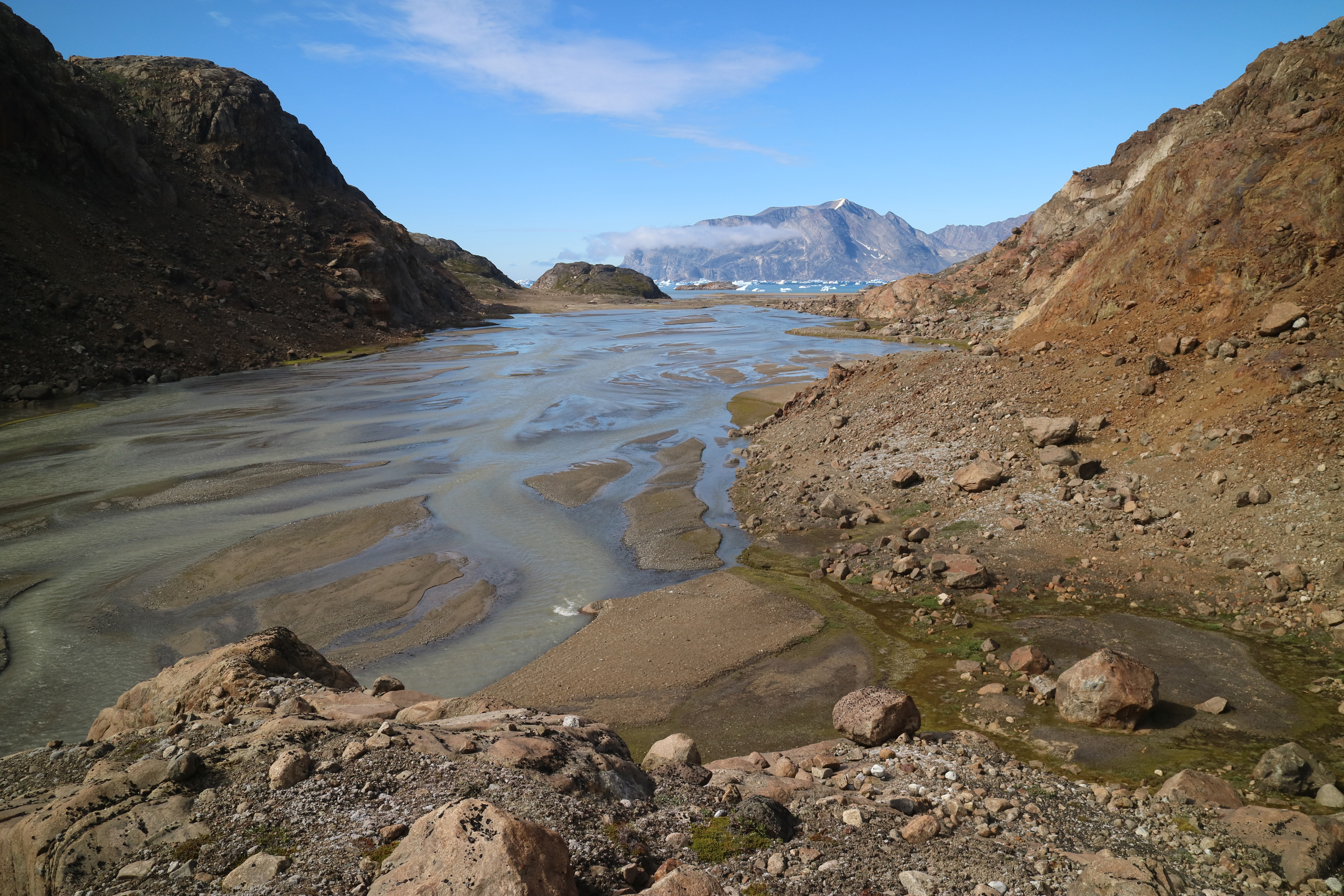
Rivière formée par la fonte du glacier de Mittivakkat.
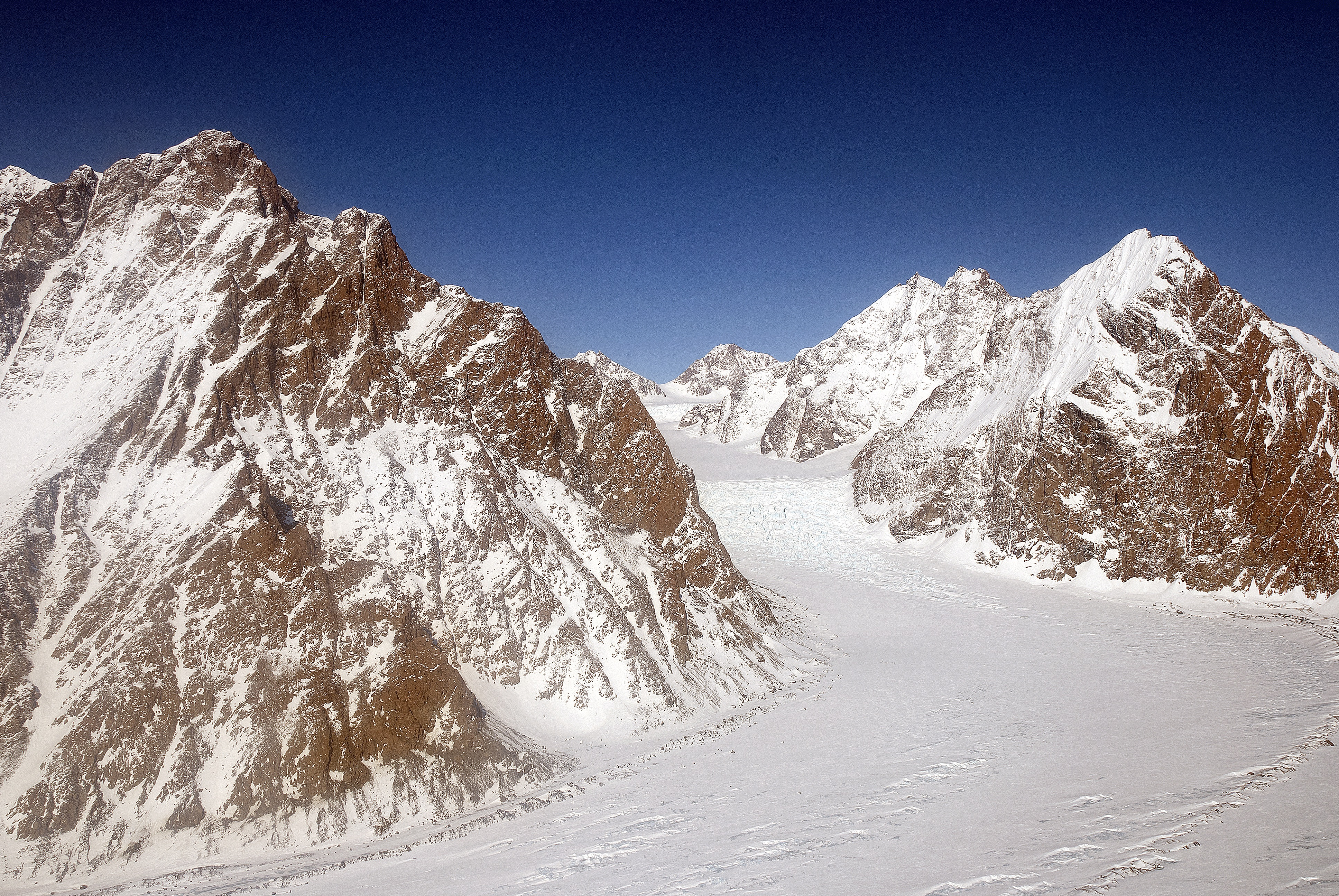
Glacier Midgard, ici dans le massif du Schweizerland.
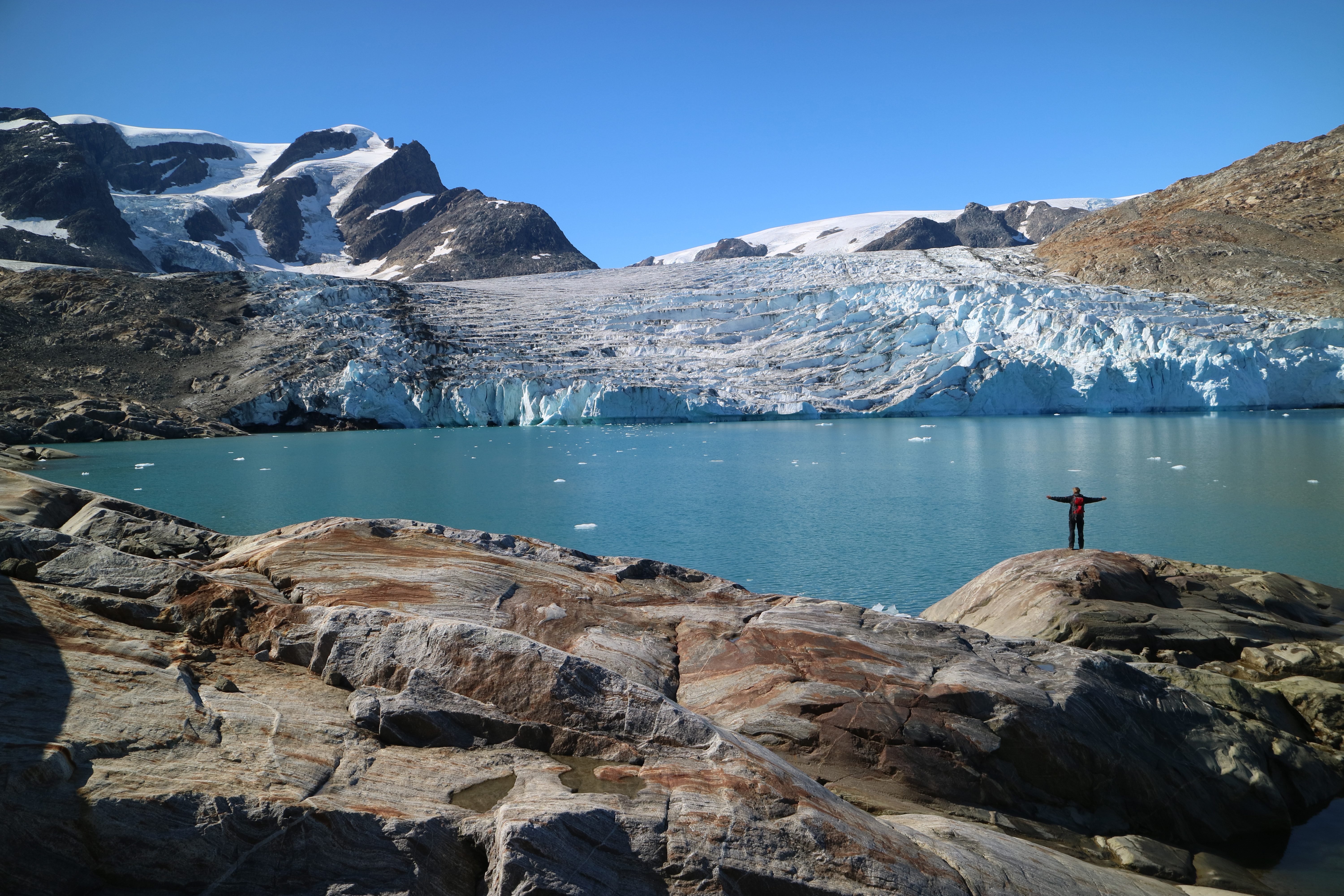
Glacier de Hann (de), dans le bassin de Sermilik, dans le Johannes Petersen Fjord.
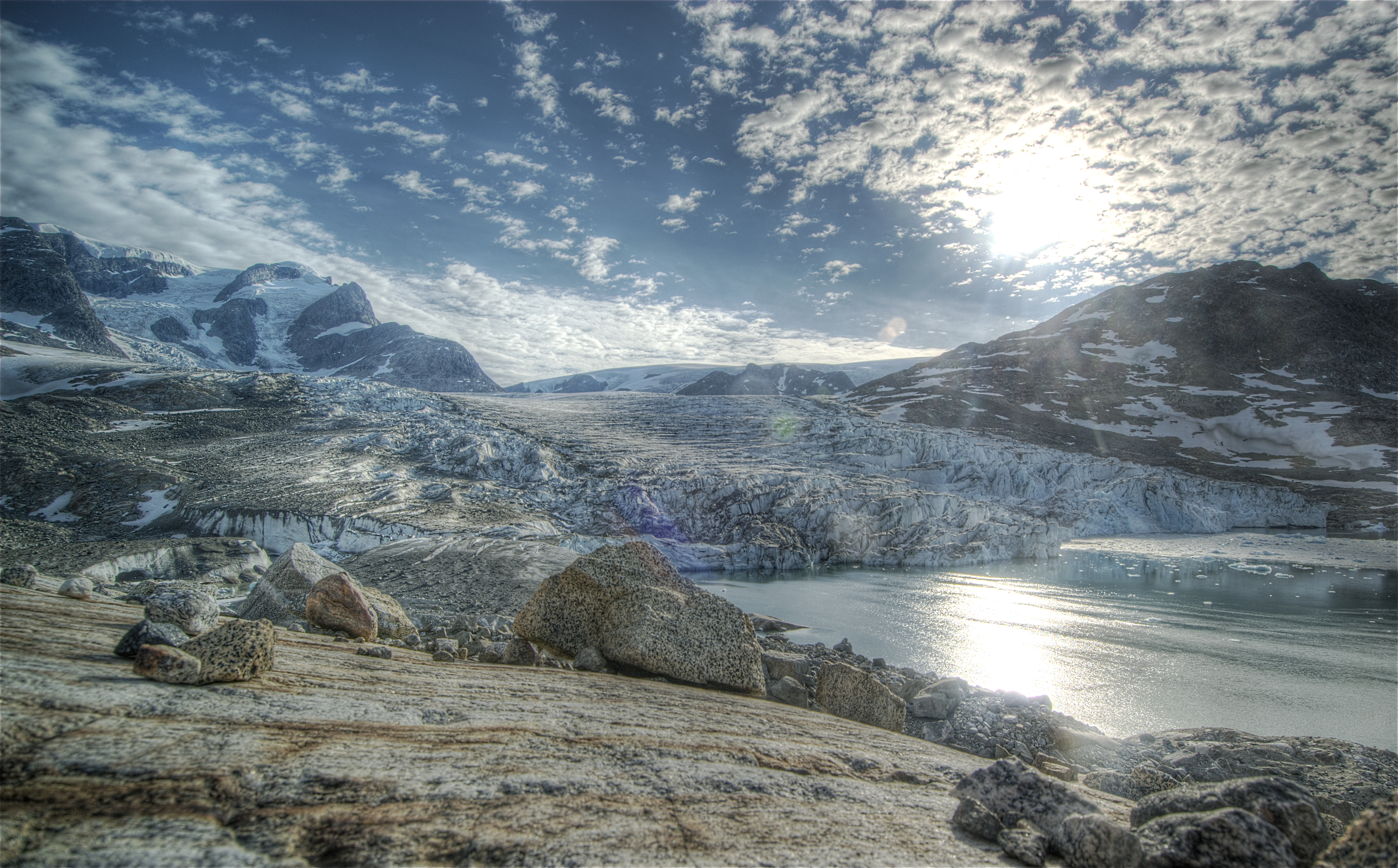
Glacier de Hann.

## Toponymie

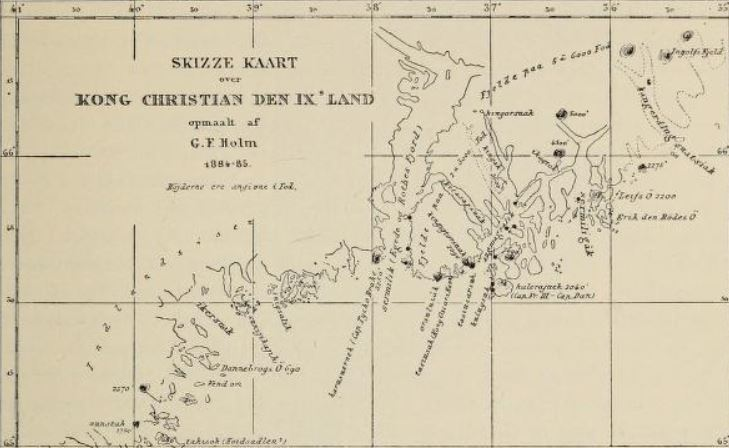
Carte du Sud-Est du Groenland établie par Gustav Holm dans les années 1880. Le toponyme du fjord apparaît ici sous les formes d'Egede og Rothes Fjord et de Sermilik.

Le toponyme groenlandais de Sermilik (prononcé Sermilik) signifie littéralement, « fjord de glace ». L'une des premières mentions du fjord, sous sa forme groenlandaise, apparaît dans la seconde moitié du XVIIIe siècle, dans le journal de bord de l'explorateur dano-norvégien Peder Olsen Wallöe (en), rédigé entre 1737 et 1753. En juillet 1751, Olsen, conduisant une expédition dans le sud du Groenland, au sein de la région située au-dessous de Paamiut (anciennement Frederikshaab), rencontre trois familles originaires de la côte sud-orientale qui lui font état de plusieurs lieux habités, dont ceux d'Avarqat, de Naujánguit, de Sermilik et d'Umîvik (en),,,. En danois, le nom du fjord est connu sous les termes de Egede og Rothes Fjord,,,. Les termes Egede og Rothes Fjord font probablement référence à l'expédition conduite vers la fin du XVIIIe siècle (en 1786-1787) par les officiers de marine Christian Testrup Egede, Carl Adolph Rothe (en) et Poul de Løvenørn (en),, lors d'une approche de la côte sud-est du Groenland, en direction du fjord en date du 20 août 1786,. Ces mêmes termes sont pour la première fois mentionnés en 1789,. Ultérieurement, dans la première moitié du XIXe siècle, dans les années 1820 et début des années 1830, l'explorateur Wilhelm August Graah, bien qu'il ne soit jamais parvenu jusqu'à Sermilik lors de son expédition dans le Sud-Est du Groenland,,,,, mentionne le fjord sous le terme de « Sermelik », et lui donne le nom d'Egede og Rothes Fjord,,.
La toponymie locale révèle que les îles, établissements, presqu'îles et villages se trouvant compris dans l'aire territoriale de la vallée de Sermilik, se déclinent sous plusieurs termes anciennement ou actuellement employés. Ainsi, le village de Tiniteqilaaq, situé dans la partie est du fjord, est également connu sous le nom de Diilerilaaq, mais également de Tiileqilaaq, ou encore Tiniteĸilâĸ et de Tiredia,,,. Le nom de l'île d'Immikkeerterajik a pour équivalent danois Keglen. Sivinganeq, qui se présente sous la forme d'une presqu'île située sur la rive orientale de Sermilik et distante d'environ 5 km en axe nord de l'île d'Ikkatteq, est anciennement connu sous les toponymes norrois de Fjeldskråning ou Skråning, se prononce Sawaraneq, en groenlandais oriental et peut être décliné sous la forme de Sivinganek,,,, de Savanganeq, et, plus rarement, de Savanganek. À la fin du XIXe siècle, l'île d'Ikkatek était connue sous le nom d'Ikatek, prononcé Ikatërgn en groenlandais oriental, et se déclinait localement en Norajik, Kingak et Kingorsuak. Le toponyme Qêrtartivatsiaq était l'ancien terme pour désigner l'île de Qeertartivatsiaq. Sous son ancienne forme, le nom désignant l'île d'Aammangaa était Ãmangâ et a pour équivalent danois « Dens hjerte » (termes pouvant se traduire par « Son cœur »). L'ancien établissement d'Umiattuartivit, situé dans la partie sud-ouest de Sermilik, se décline sous les formes d'Umiagtuartivit et d'Umittivartivik,. L'île d'Ukiiverajik est également connue sous les noms d'Ukîverajik et d'Ukiverajik,,. Le toponyme du hameau et ancien établissement de Sarpaq, dont le nom signifie littéralement « le courant », se décline, en danois, sous le terme de Strømen,. Le site d'Akernernaq se revèle être mentionné sous les formes d'Akernninaq, d'Akorninaq, d'Agernarnaq. L'île de Sukkersit est également connue sous les termes de Sukersit, Suukkersit, Suukerti et Sûkerti,,.
Les noms des deux glaciers de Fenris et de Midgård, pourraient renvoyer, pour l'un, au loup de la mythologie nordique Fenrir — ou Fenrisúlfr et Fenrisvulfen, en danois, mentionné dans le Ragnarök —, et pour le second au serpent de mer appelé Jörmungand — ou Midgårdsormen en danois,. En groenlandais, les noms de ces deux glaciers sont respectivement connus sous les termes d'Apuseerejik et de Ningertii Apusiia. À l'instar des glaciers de Fenris et de Midgård, le toponyme du glacier d'Helheim pourrait faire référence au nom d'un personnage mythologique, celui d'Hel,. Le terme désignant le glacier de Mittivakkat, se décline en Milluakkat, en langue groenlandaise de l'ouest et son nom officiel est Mitdluagkat, et fait référence au nunatak, cartographié par l'explorateur Knud Rasmussen, lors de la « septième expédition de Thulé »,,.
Les deux bras de Sermilik, le Johan Petersen Fjord et l'Helheimfjord, ont, en langue groenlandaise, pour équivalent respectif Qeertartivatsaap Kangertiva et Maniisilertarpia. Enfin, le terme Kingigtit, désignant le mont situé dans la zone sud-est du fjord, se décline sous la forme d'Ungutok (ceb),, et signifie littéralement « hautes terres »,.

## Histoire

### Préhistoire, protohistoire et Moyen Âge
La région d'Ammassalik, comprenant le fjord de Sermilik, est occupée dès 2 000 ans av. J.-C.. Au sein de la région d'Ammassalik, la présence de peuples de la culture de Saqqaq, mise en évidence par des fouilles archéologiques réalisées au cours des années 1980, est datée de 1 885 ans av. J.-C. Les eskimos de la culture de Dorset s'établissent vers 500 av. J.-C.
Des peuples vikings venant de Norvège, menés par Gunnbjørn Ulsson se seraient probablement établis pour la première fois sur ces territoires (mentionnés sous les termes de Gunnbjørn Skær) dès la fin du IXe siècle, en 877,. Cette première vague de colonisation nordique est suivie par une seconde vague, sous Erik le Rouge, au cours des années 980,. Pour l'archéologue danois Daniel Bruun (is), l'explorateur norvégien aurait possiblement abordé cette zone du littoral au niveau des îles Gunnbjørn,,. En 1028, des navires venant de Norvège abordent les côtes du Sud-Est. Finn Fegin, le neveu d'Olaf II, meurt au cours de cette expédition et son corps est enterré sur une île que les navigateurs vikings appellent alors Korsø. Les recherches archéologiques et historiques effectuées au début des années 1980 ont permis de confirmer que cette île, qui s'inscrit au sein d'une petite baie mentionnée sous le terme de Finbur, correspond à celle d'Ammassalik,.
Les peuples thuléens succèdent aux Vikings vers la fin du bas Moyen Âge (XIVe siècle),, voire au début de l'époque moderne, vers l'an 1500,. Bien que l'ensemble de ces cultures soient représentées, aucun indice matériel n'est venu confirmer une continuité d'occupation. En 1476, les navigateurs et corsaires Didrik Pining et Hans Pothorst atteignent le littoral sud-est groenlandais et rencontrent des populations autochtones de la région d'Ammassalik probablement au niveau des « îles Gunnbjørn ».

### Époque contemporaine: le temps des explorations et des expéditions

#### Explorations et expéditions à la fin duXIXesiècle

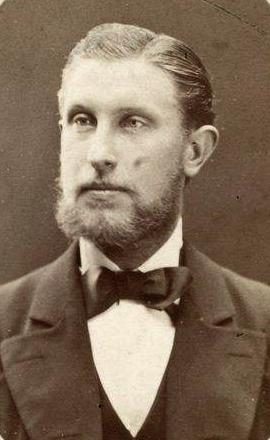
L'explorateur Gustav Holm.

Au cours de l'été 1884, l'explorateur Gustav Holm conduit une expédition dans la région d'Assammalik. L'expédition, débutée à Copenhague en date du 3 mai 1883, arrive à Nanortalik le 18 juillet. À bord de 4 pirogues — embarcations construites sur place et mesurant 10 m de long —, l'expédition repart de Nanortalik le 23 juillet 1884, longe les côtes sud et sud-est du Groenland, puis rallie le fjord de Bernstorff (en) le 3 août, lieu où Holm et son équipe rencontrent trois familles originaires de la vallée de Sermilik et les accompagnent sur une partie de leur route. Après avoir atteint l'île Dannebrog en date du 25 août, Holm et son équipe traversent Sermilik et atteignent l'établissement d'Ammassalik le 1er septembre,,,. L'explorateur danois et son équipe — laquelle est composée, entre autres, de l'officier de marine Thomas Vilhelm Garde, du botaniste Peter Eberlin, du géologue Hans Knutsen et du linguiste Johan Petersen,,, — prennent alors contact avec les habitants du fjord et de sa région (413 résidents à cette époque), une population inuite restée isolée et sans contact extérieur pendant une longue période,,. À Sermilik, les explorateurs réalisent des recherches archéologiques, botaniques, ethnographiques, géologiques et hydrographiques,,,. Après un hivernage passé à Ammassilik, Holm et son équipe retournent à Sermilik le 25 juin 1885 et y restent jusqu'au 16 juillet. À la suite de cette expédition, la « Konebaade Ekspedition », Holm, à partir des relevés d'arpentage et des mesures géodésiques collectées, établit une carte de la côte sud-est du Groenland et de la région du roi Christian IX sur laquelle les contours et le nom du fjord sous ses formes danoise et groenlandaise apparaissent.

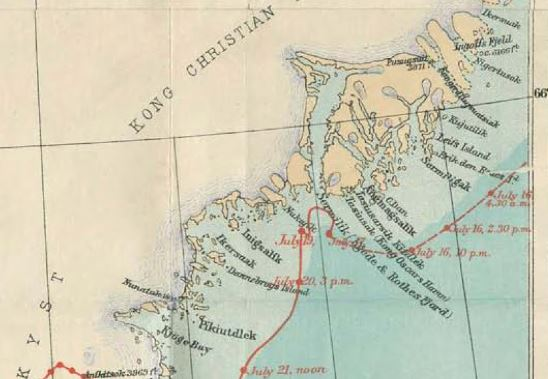
Carte du Sud-Est du Groenland représentant une partie du trajet de l'expédition de Fridtjof Nansen en 1888.

L'histoire de Sermilik est également liée à l'explorateur danois Fridtjof Nansen. Lors de son expédition à bord du navire Thyra, à la fin des années 1880, l'explorateur polaire estimait que Sermilik pouvait lui offrir une route pour atteindre la calotte glaciaire et ainsi mener à bien son projet de traversée terrestre du Groenland d'est en ouest et rejoindre Qasigiannguit (ou Christianshåb, en danois). En date du 3 juin 1888, un chasseur norvégien, le navire Jason (en) ramasse le groupe de Nansen dans le port islandais d'Ísafjörður, au nord-ouest de l'Islande. Une semaine plus tard, la côte du Groenland a été aperçue, mais la progression du chasseur a été entravée par une épaisse banquise. Le 17 juillet, alors que le navire se trouvait encore à 20 km de la côte, l'expédition arrive en vue de Sermilik et Nansen décide de mettre les embarcations à l'eau. L'équipe de Nansen quitte le navire à 7 heures du matin, et, d'après le capitaine du Jason, Mauritz Jacobsen, « dans la bonne humeur et avec l'espoir d'un résultat heureux ». Il s'ensuivit des jours de frustration extrême pour la partie car, empêchés par les conditions météorologiques et maritimes, d'atteindre la côte, les hommes dérivèrent vers le sud avec la glace,. Le 29 juillet, ils étaient à 380 km au sud du point où ils avaient quitté le navire. Ce jour-là, ils ont finalement atteint la terre, mais étaient trop au sud pour commencer la traversée. Le 30 juillet, après un bref repos, Nansen et son équipe décide de retourner dans les bateaux et de commencer à ramer vers le nord. Après avoir navigué sur une distance de 30 km, ils parviennent en vue d'une île connue sous le nom de Karra Akugnak. En date du 10 août, ils atteignent la baie d'Umivik. Le 15 août, Nansen décide finalement de commencer sa traversée au niveau de cette baie,.

#### Explorations et expéditions au début duXXesiècle
Au cours de l'été 1905, Gustav Holm mène une seconde exploration dans la région d'Ammassalik. Son équipe comprend alors le philologue William Thalbitzer et l'officier de marine Georg Carl Amdrup. Ils rencontrent les habitants de Sermilik, dont ceux de la péninsule de Qeertartivatsiaq.

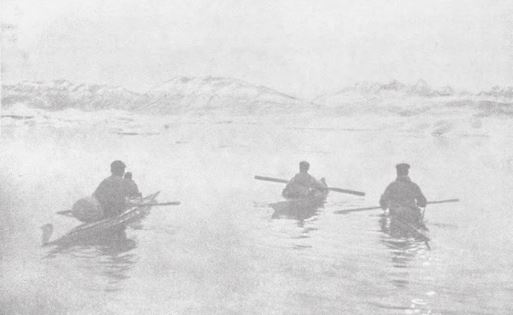
Expédition d'Alfred de Quervain au Groenland en 1912.

En 1912, l'explorateur et météorologiste suisse Alfred de Quervain, accompagné du glaciologue Paul-Louis Mercanton, entreprend une expédition au Groenland. Partant de Godhavn — ou, actuellement, Qeqertarsuaq, en groenlandais —, un port situé dans la partie sud de l'île de Disko à l'ouest du Groenland, ils rallient Sermilik le 12 juillet de la même année,. En arrivant au fjord, De Quervain découvre un massif montagneux qu'il baptise Schweizerland,,.

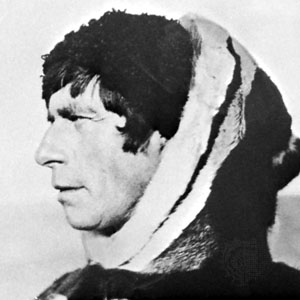
L'explorateur Knud Rasmussen.

En 1919, Knud Rasmussen mène la « quatrième expédition Thulé » à Ammassalik. Lors de cette exploration, l'anthropologue danois réalise des recherches ethno-folkloristiques sur la population de la région d'Ammassalik,,. Rasmussen renouvelle une exploration polaire à Ammassalik en 1931 avec la « sixième expédition Thulé »,,,. À bord du navire appelé le Dagmar, l'explorateur danois et son équipe initient leur route à partir du Cap Farewell, longent la côte du roi Frédérick VI (en) et rallient le district d'Ammassalik le 1er septembre. Au cours de cette 6e édition, Rasmussen rencontre des chasseurs de Sermilik, tandis que l'archéologue Therkel Mathiassen, qui fait alors partie de l'expédition polaire, réalise des fouilles sur plusieurs sites locaux. En 1932 et 1933, Rasmussen réalise sa troisième expédition à Ammassalik avec la « septième exploration Thulé »,,,. Lors la 7e exploration, le géologue K. Milthers, alors membre de l'expédition, entreprend des relevés géodésiques et topographiques sur trois des glaciers de Sermilik, dont le Mittivakkat et le glacier de Hann (de). Le géologue réalise également une cartographie de chacun des glaciers au moyen d'un théodolite. C'est au cours de cette dernière expédition que l'explorateur danois tombe malade, affecté d'une intoxication alimentaire. Il est alors rapatrié au Danemark,,.

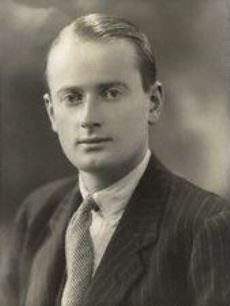
L'explorateur Gino Watkins.

En 1930-1931, le britannique Gino Watkins et son équipe, lors de leur mission au Groenland (la British Arctic Air Route Expedition), établissent une base aérienne sur les rives de Sermilik. À l'été 1931, le groupe effectue des photographies aériennes du bassin de Sermilik (dont le fjord de Johan Petersen) ainsi que de la côte allant du fjord jusqu'à la baie d'Umivik. L'explorateur britannique réalise une seconde expédition sur les mêmes lieux l'année suivante,.
En 1932, alors que la seconde édition de l'Année polaire internationale est initiée par l'Organisation météorologique internationale, une mission d'exploration est organisée à Ammassalik sous la direction du climatologue, naturaliste, météorologue et océanographe néerlandais Ewoud van Everdingen (nl),. À bord du navire Gertrud Rask, l'expédition, conduite par le physicien Jan van Zuylen et également composée de J. Andre de Bruine, d'Henk van Lohuizen et de Karel van Schouvenberg quittent Copenhague le 14 juillet. L'expédition rallie les côtes orientales du Groenland en date du 2 août. Le 9 septembre, après s'être arrêtée à la station néerlandaise d'Ammassalik, l'équipe repart à bord du navire Sökongen afin d'explorer et de parcourir le district d'Ammassalik. Durant cette mission d'exploration, qui s'étale jusqu'à l'été 1933, les chercheurs effectuent des relevés, études et des observations climatologiques, météorologiques ainsi que des recherches sur l'activité du champ magnétique terrestre. Van Zuylen rencontre des résidents de Sermilik, en particulier ceux habitant à Tiniteqilaaq, hameau situé à l'embouchure du fjord et réalise un documentaire photographique,,.
En février 1935, l'explorateur Paul-Émile Victor et l'anthropologue Robert Gessain, lors de leur exploration au Groenland — l'« Expédition scientifique française sur la côte est du Groenland », entreprise de juillet 1934 à septembre 1935 dans le cadre de recherches démographiques, anthropologiques et ethnographiques —, établissent un campement sur le site de Panargayik, un établissement eskimo localisé dans la partie nord-est de la vallée de Sermilik,. Victor mène une seconde expédition scientifique — dont fait alors partie l'archéologue et explorateur danois Eigil Knuth — à Ammassalik en 1936.
En 1938, une expédition est organisée par le Club alpin suisse. Cette expédition alpine, dont le point de départ débute à Sermilik et aux environs d'Ammassalik le 22 juillet, a pour objectif d'escalader des sommets tels que le mont Forel, le Col des Poulies, le Col des Eskimos, le mont Perez, le Laupejboerg (2 580 m) et le Rödenhorn (2 140 m).

### Recherches glaciologiques et station d'observation de Sermilik

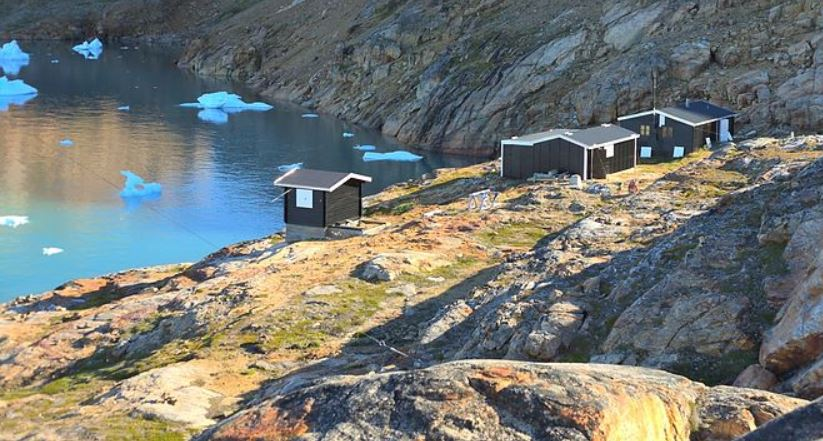
La station de Sermilik en 2007.

Les premières études glaciologiques de la région d'Ammassalik dans la première moitié des années 1930 sont effectuées par le géologue danois K. Mithers lors de l'exploration polaire dirigée par Knud Rasmussen sur la côte du roi Frederick VI (en),,. En 1957 et 1958, lors de l'année géophysique internationale, le centre de recherche danois opte pour l'étude du glacier de Mittivakkat. Au début des années 1960, en 1961, le géographe Børge Fristrup (da) reprend ces recherches sur le glacier. La station de recherche et d'observation de Sermilik est construite et inaugurée en 1970. La station, un bâtiment préfabriqué d'une surface de 90 m2, est implantée sur l'île d'Ammassalik, au sein du bassin du glacier de Mittivakat, à l'extrémité sud-est du fjord. Bien que le centre scientifique ait pour principale destination l'observation et la surveillance du glacier, les premiers relevés de turbidité et de flux sédimentaires sont effectués en 1972. Au printemps de la même année, la station est détruite par une avalanche de neige. Un nouveau bâtiment pour abriter le centre de recherche — cette fois-ci d'une surface de 60 m2 — est construit en 1973 à 100 m de l'établissement d'origine,. En 1990 un groupe de scientifiques formés au département de géographie de Copenhague, et dont le domaine de recherche porte sur la géophysique de l'Arctique, est constitué et opère à la station. Depuis 1997, cet établissement abrite également un centre de recherches météorologiques.

## Archéologie
Les premières investigations archéologiques sont réalisées au milieu des années 1880 durant la mission d'exploration de Gustav Holm à Sermilik et à Ammassilik,.

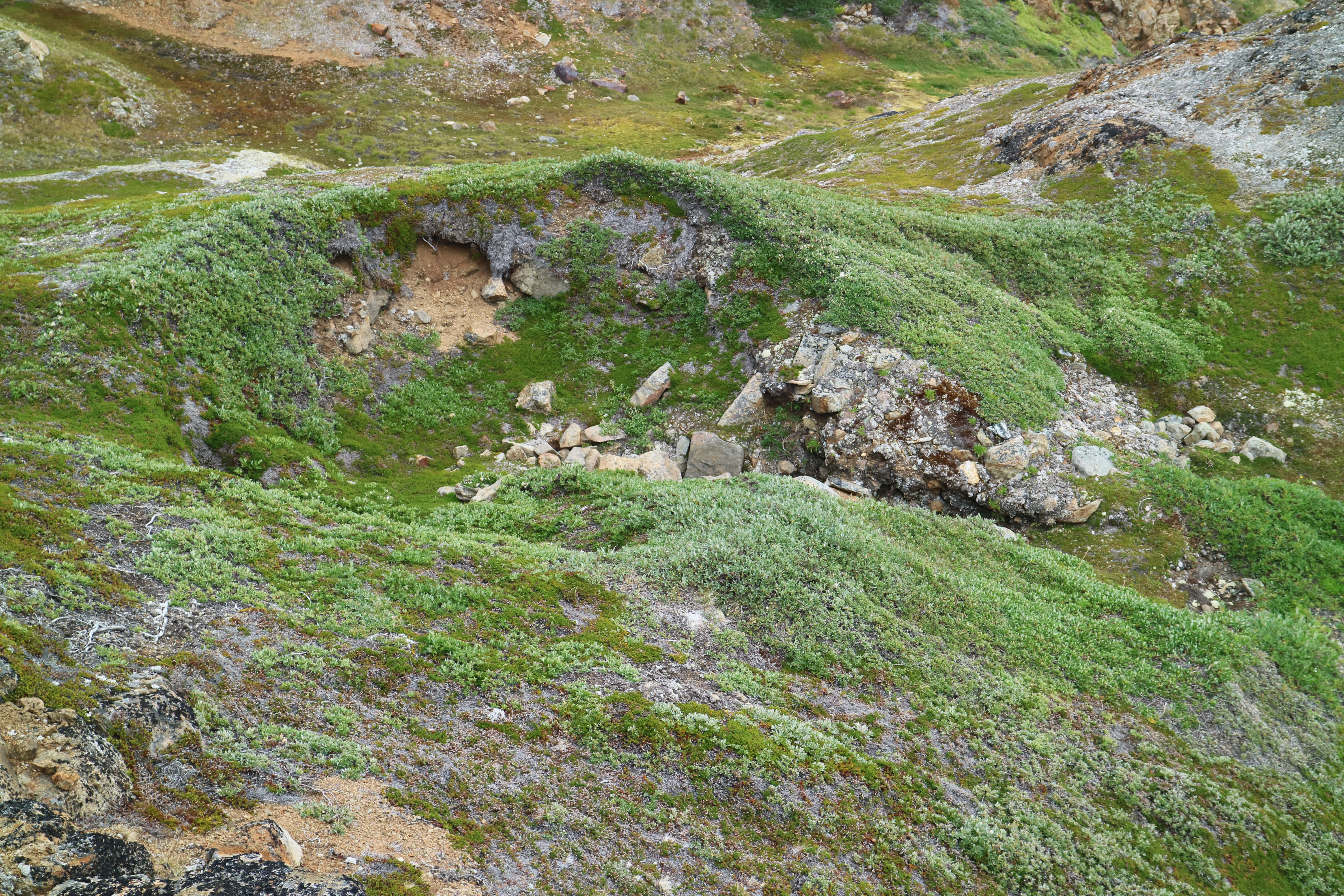
Vestiges d'un habitat thuléen à Sivinganeq.

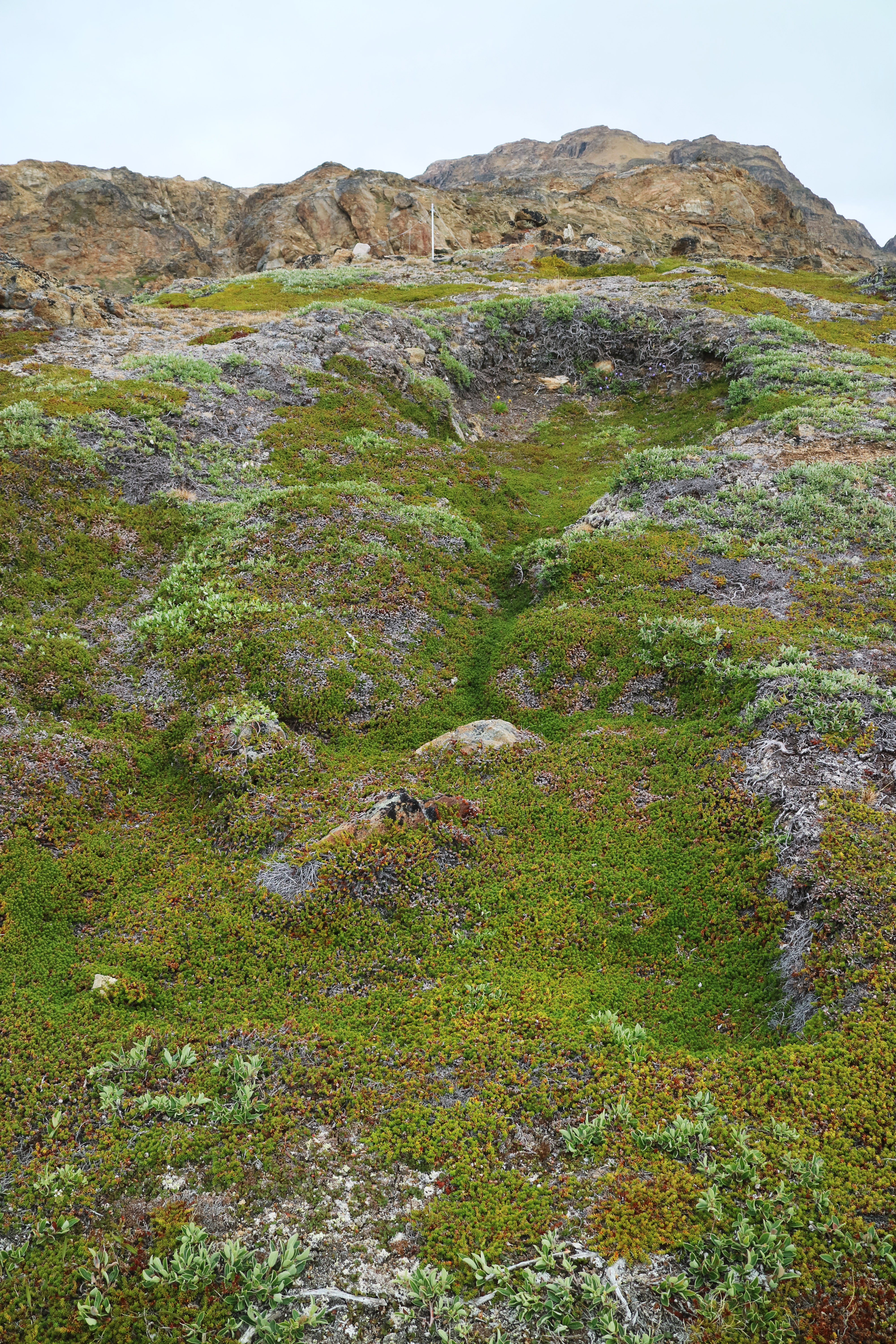
Vue d'ensemble de ruines thuléennes à Sivinganeq.

À Sivinganeq — le site se présente sous la forme d'une péninsule de petite taille et situé à environ 5 km au nord d'Ikkatteq (en) — trois vestiges d'habitations hivernales inuites, datés entre 1350 et 1500 (période thuléenne) ont été identifiés,,,,. Ces structures, mises en évidence dans les années 1880 par Gustav Holm et fouillées au début des années 1930 par Therkel Mathiassen, ont été construites au moyen de blocs faits à partir de tourbe amalgamée à des pierres,. Les trois structures domestiques découvertes sur le site de Sivinganeq (ou Savanganeq) ne comportent qu'une seule et unique pièce de logement qui se présente sous une forme circulaire de 3 à 4 m de diamètre. Des artefacts métalliques ont été recueillis au milieu de vestiges thuléens de Sivinganeq lors de leur excavation,. Les prospections réalisées au sein de ces abris hivernaux ont permis de retrouver des pointes de flèche conçues dans du bois de renne. Ces objets destinés à la chasse sont datés, par procédé radiométrique au 14C, du XVIIe siècle,.
Les investigations archéologiques entreprises en 1935 à Sivinganeq ont permis d'exhumer une statuette anthropomorphe confectionnée en bois. La pièce, d'une hauteur de 15 cm, est dépourvue de membres antérieurs et postérieurs. La figurine est affectée d'un cou proportionnellement long, qui pour Robert Gessain, fouilleur à Sermilik et ses environs lors de l'expédition française à l'est du Groenland en 1934 et 1935, ressemble à celui d'un « oiseau ». Elle présente à sa surface une gravure représentant un squelette. Le bas de la pièce, taillé, présente une incision circulaire. Pour Robert Gessain, les caractéristiques de la partie inférieure de la statuette suggèrent que la pièce peut venir s'adapter à un support. Les os, le système digestif ainsi que le sexe mâle du personnage — dépourvu de testicules —, sont très clairement représentés. Les fouilles conduites dans les années 1880 ont permis de retrouver des reliefs conçus en ivoire et en bois. Ces ornements sont composés de figures animalières aux formes épurées et de motifs géométriques.

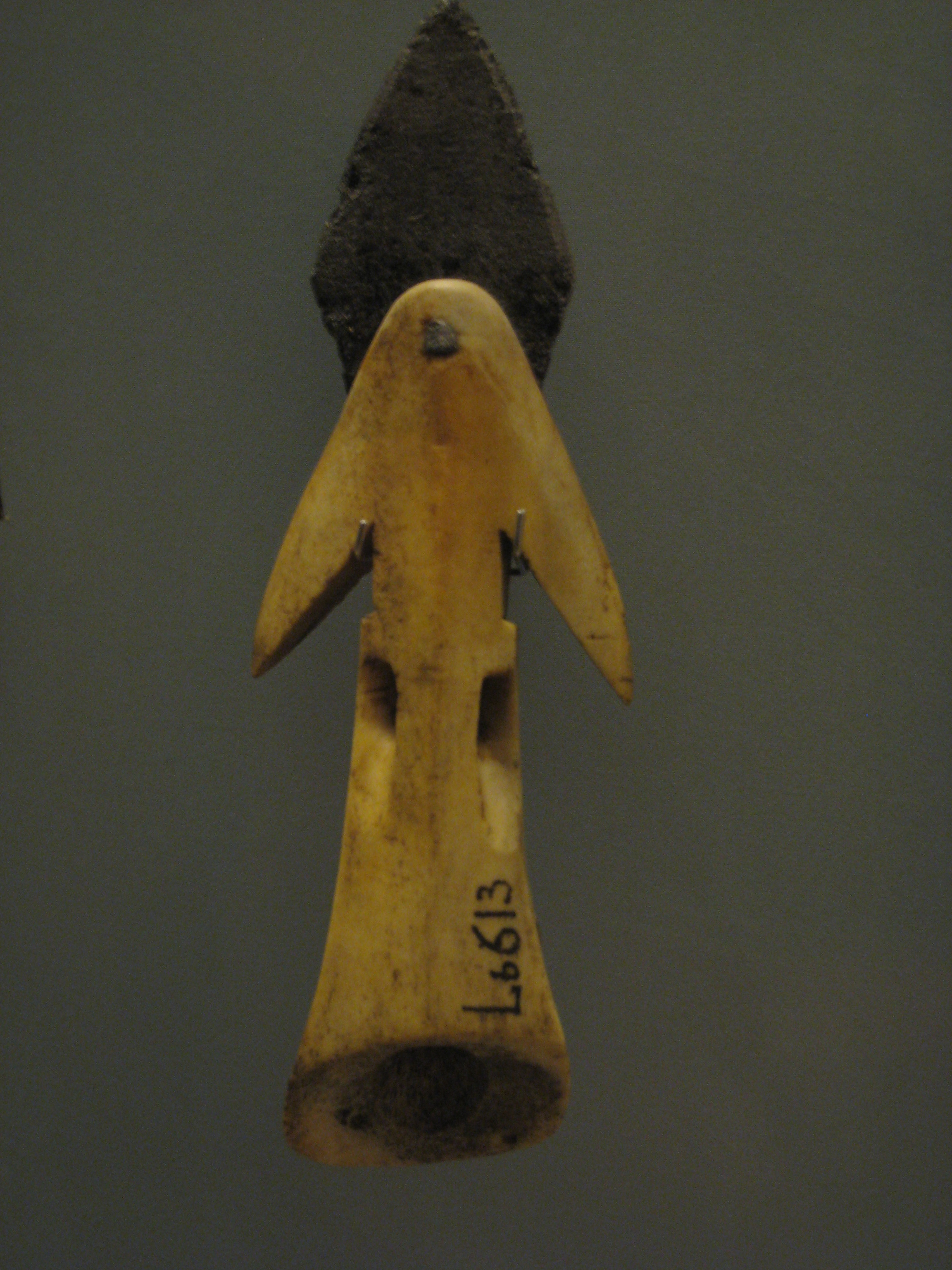
Exemple d'une tête de harpon inuit à crochets.

Le site de Sukkersit et d'Ivnartalik — l'équivalent d'Innartalik, une presqu'île située en bordure de la rive est du fjord —, deux anciens établissements inuits situés dans la vallée de Sermilik, a révélé des anciennes structures d'habitats hivernaux : six vestiges pour l'un (dont deux se présentant sous la forme d'une simple pièce) et trois vestiges pour le second. Ces structures, comme celles de Sivinganeq sont attribuées à l'époque thuléenne,. Trois des ruines découvertes à Suukkersit — les habitats « 1 », « 7 » et « 8 » — révèlent une mise en œuvre architecturale typique de la région du Groenland du nord-est, avec un mur de façade comprenant une sorte de niche. En outre, parmi les six habitations retrouvées sur le site archéologique, quatre d'entre elles comportent des vestiges de foyers. Deux des maisons de Suukkersit ont délivré des artefacts d'origine post-nordique — deux pendantifs en bronze, 7 perles en verre et un couteau. Une troisième maison a fourni une pièce fabriquée en bronze d'artisanat nordique. Les restes osseux d'un individu de sexe féminin ont été exhumés des vestiges la maison no 5. Le site de Sukersit, dont la période d'occupation est établie entre 1 350 et 1 500, a délivré sept artefacts fabriqués à partir de bois de renne. Quatre d'entre eux ont été confectionnés sous forme d'outils domestiques et sont des objets probablement importés ; les trois autres pièces se présentent sous forme d'éléments de fourche (dont des dents) et révèlent une conception artisanale également extérieure au site et à la région d'Ammassalik. Le mobilier archéologique fourni par le site de Sukkersit est également constitué d'une tête de harpon à crochets de culture thuléenne,.

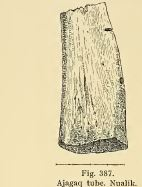
Fragment d'une tige d'ajaqaq en os,.

Un site archéologique situé dans la localité de Tiredia — l'équivalent de Tiniteqilaaq, dans la partie est du fjord — a délivré un ajagak — ou ajaqaq (écrit : ᐊᔭᒐᖅ), en langue Inuktitut —. L'artefact, une sorte d'ancien bilboquet eskimo attribué à la culture de Dorset, a été fabriqué dans un fémur de chien et mesure 8 cm de long. Le jouet en os présente une surface patinée. Il est percé de cinq trous destinés au jeu et de deux autres servant à la suspension de la boule. Pour William Thalbitzer, ce type d'artefact n'est pas uniquement caractéristique du territoire groenlandais. D'autres objets de ce type auraient été également découverts en Alaska (tel qu'à Point Barrow), sur l'île de Baffin, ainsi que dans le Labrador. Des couteaux, de type ulu (ou ulo, tsakkek), ont été découverts à Ammassilik au cours des années 1880, puis lors d'une campagne de fouilles effectuée en 1923 et 1924,.
Des artefacts de culture thuléenne, confectionnés en bronze, ont été mis en évidence sur le site de Sivinganeq. Le site, ainsi que d'autres localisés sur l'île d'Ammassalik et établis à proximité des rives de Sermilik, ont délivré des vestiges et des mobiliers archéologiques, certains attribués à la culture de Saqqaq — outillages, notamment grattoirs fabriqués en silex —, d'autres à celles de Thulé et Dorset — industrie lithique diverse, dont microlames, pointes en silex,. À Pupik, sur la côte de l'île d'Ikateq, de nombreux vestiges de maisons paléo-esquimaudes ont été mis au jour. Bien que l'ensemble de ces cultures archéologiques soient représentées, aucun indice matériel n'est venu confirmer une continuité d'occupation des sites de Sermilik,.
Enfin, des structures domestiques, inventoriées et identifiées comme étant de « type Scoresby Sund », ont été mises au jour sur les rives du fjord, dans l'île d'Ammassalik. Ces maisons, datées du thuléen tardif, ont délivré plusieurs têtes de harpons fabriquées en os de mammifère marin. Ces pièces sont munies de trous et présentent deux barbelures latérales.

## Population et société

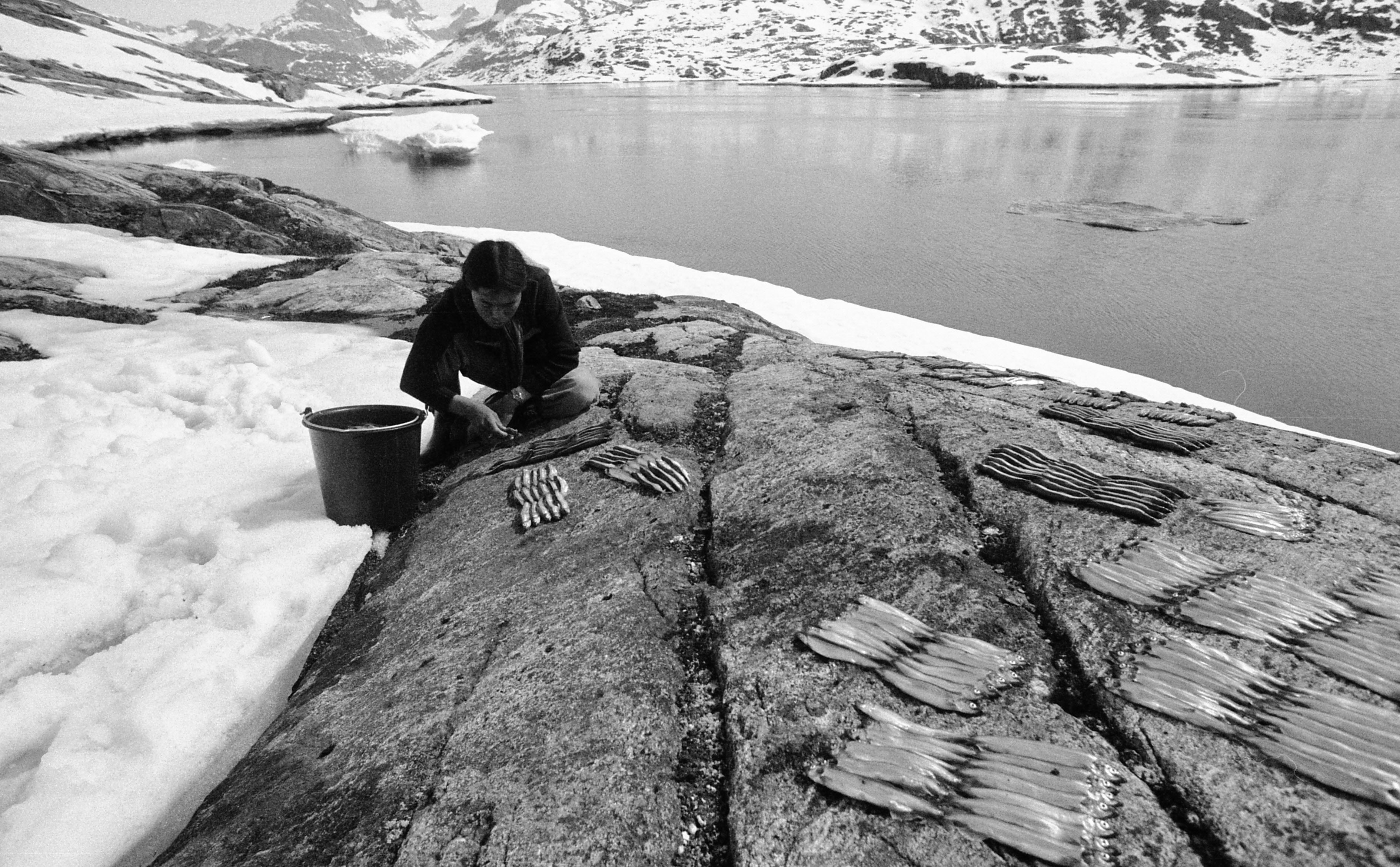
Femme Tunumiit, habitante de Diilerilaaq (Tiniteqilaaq), sur les rives de Sermilik en 1982, par.

Les habitants de Sermilik, comme l'ensemble des résidents de la région d'Ammassalik, sont appelés Ammassalimuit,,,, ou Sermilimmiit (signifiant « peuple de Sermilik »), et font partie du peuple des Tunumiit. Le nom de Sermilimmiit fait probablement référence à la première vague de colonisation de groenlandais d'Ammassalik, principalement issus de la vallée de Sermilik, et venant s'établir au sein d'établissements situés plus au sud. Les habitants du fjord parlent la langue Tunumiisut. Au début du XXe siècle, en 1905, des Angakuit (singulier : Angakkok, Angakkoq et Angakeeq), des chamans inuits, pratiquaient des rituels religieux à Sermilik et ses environs. À cette époque, selon le philologue danois William Thalbitzer, 500 personnes vivant à Ammassalik adoptaient alors les rites des chamans inuits.
Plusieurs hameaux sont, ou ont été, établis dans la vallée de Sermilik. En 1829, selon la liste de recensement dressée par Wilhelm August Graah, aucun habitant ne résidait à Sermilik,,. En 1851, un missionnaire danois, dénommé Lund, a recensé à Sermilik une population totale de 30 habitants. Alors que l'ancienne commune d'Ammassalik a été créée en 1894, quatre des établissements de Sermilik ont été fondés avant 1884 — Savanganaartik, Ikkatek, Sivinganeq et Akernernaq —, et trois dans la seconde moitié des années 1890 — Ittilalik, Sarqaq et Qeertartivatsiaq. Douze hameaux occupés ont été répertoriés au sein de l'aire géographique de Sermilik au cours du XXe siècle : Akkernernaq ; Ikkatteq ; Innartalik ; Kakalik ; Paarnakajiit (ou Paornakajik) ; Puppik ; Qeertartivatsiaq ; Sarpaq ; Sivinganeq ; Tinileqilaaq ; Ukiverajik ; et Umittivartivik. En 1925, dans le but d'accroître leurs colonies dans l'île nord-américaine, les autorités danoises proposent à des chasseurs volontaires habitant à Ammassalik de venir s'installer avec leurs familles à Scoresbysund (actuelle Illoqortormiut), une localité fondée au sein du Scoresby Sund situé plus au nord. 12 personnes originaires de Sermilik — sur un total de 70 personnes originaires d'Ammassalik —, sont alors acheminées dans la colonie de Scoresbysund. Deux autres vagues de colonisation ont lieu en 1935. Puis en 1945 — une personne résidant à Sermilik est transportée à Scoresby Sund cette année-là,. La plupart des établissements de Sermilik ont été abandonnés avant la fin de la première moitié du XXe siècle. Bien qu'ils soient moins nombreux, la majeure partie des établissements du district sont répartis autour de Sermilik, de l'Ammassalikfjord et du fjord de Sermiligaaq (le Senniligaq). Les habitants, économiquement dépendant des ressources naturelles, élisent domicile dans de longues maisons durant la saison hivernale et viennent s'installer quelques kilomètres plus loin sur les rives du fjord au cours des mois d'été.
| Nom de l'établissement             | Population en 1934 | Population en 1940-1941 | Population en 1945 | Population en 1950 | Population en 1955 |
| ---------------------------------- | ------------------ | ----------------------- | ------------------ | ------------------ | ------------------ |
| Akernernaq                         | 0                  | 7 et 11                 | 10                 | 10                 | 14                 |
| Ikkatteq                           | 33                 | 56                      | 57                 | 60                 | 82                 |
| Innartalik                         | 0                  | 9 et 14                 | 0                  | 0                  | 0                  |
| Kakalik                            | 10                 | 16                      | 16                 | 0                  | 0                  |
| Paarnakajiit                       | 17                 | 0                       | 0                  | 0                  | 0                  |
| Pupik                              | 21                 | 0                       | 0                  | 0                  | 0                  |
| Qeertartivatsiaq                   | 7                  | 0                       | 0                  | 0                  | 0                  |
| Sarpaq                             | 15                 | 8                       | 0                  | 0                  | 0                  |
| Sivinganeq                         | 14                 | 0                       | 0                  | 0                  | 0                  |
| Tiniteqilaaq                       | 43                 | 73                      | 126                | 110                | 133                |
| Ukiverajik                         | 19                 | 0                       | 0                  | 0                  | 0                  |
| Umiattuartivit (ou Umittivartivik) | 16                 | 31                      | 20                 | 18                 | 26                 |

En 1968, la population d'Ikkatteq atteignait un total de 40 habitants et au 1er janvier 2005, le hameau comptait un habitant,. Selon les données du bureau national des statistiques du Groenland, ce hameau ne comprenait aucun habitant en 2009. La même année, en raison de possibles facteurs économiques et sociaux, quatre femmes originaires de l'aire territoriale de Sermilik, dont deux d'Ikkateq et deux de Tiniteqilaaq, viennent s'installer au Danemark. Entre 1955 et 1969, trois enfants dont les parents sont originaires d'Ikkatek et dix enfants issus de parents originaires de Tiniteqilaaq naissent au Danemark.
En 2009, le village de Tiniteqilaaaq, la principale localité située sur les rives de Sermilik, comprenait 129 habitants.
En outre, aux douze hameaux recensés au XIXe et première moitié du XXe siècle, s'ajoutent ceux des îles d'Immikkeerteq, situées au sein du fjord et d'Immikkeerterajik,, ainsi que les sites de Qipa, d'Itterajik et d'Umiattuartivit,.

Hameaux et habitations sur les rives de Sermilik
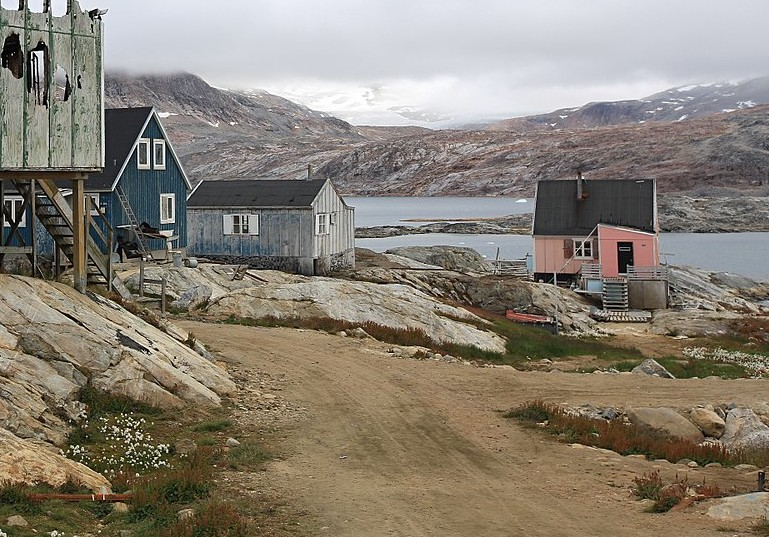
Maisons bordant les rives de Sermilik, à Tiniteqilaaq.
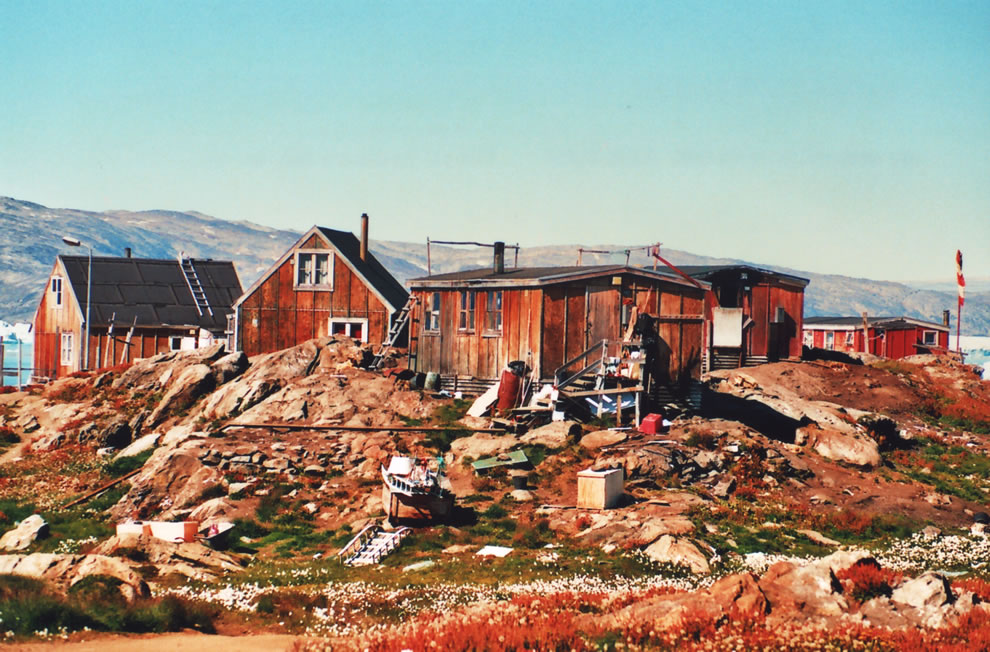
Le village de Tiniteqilaaq.
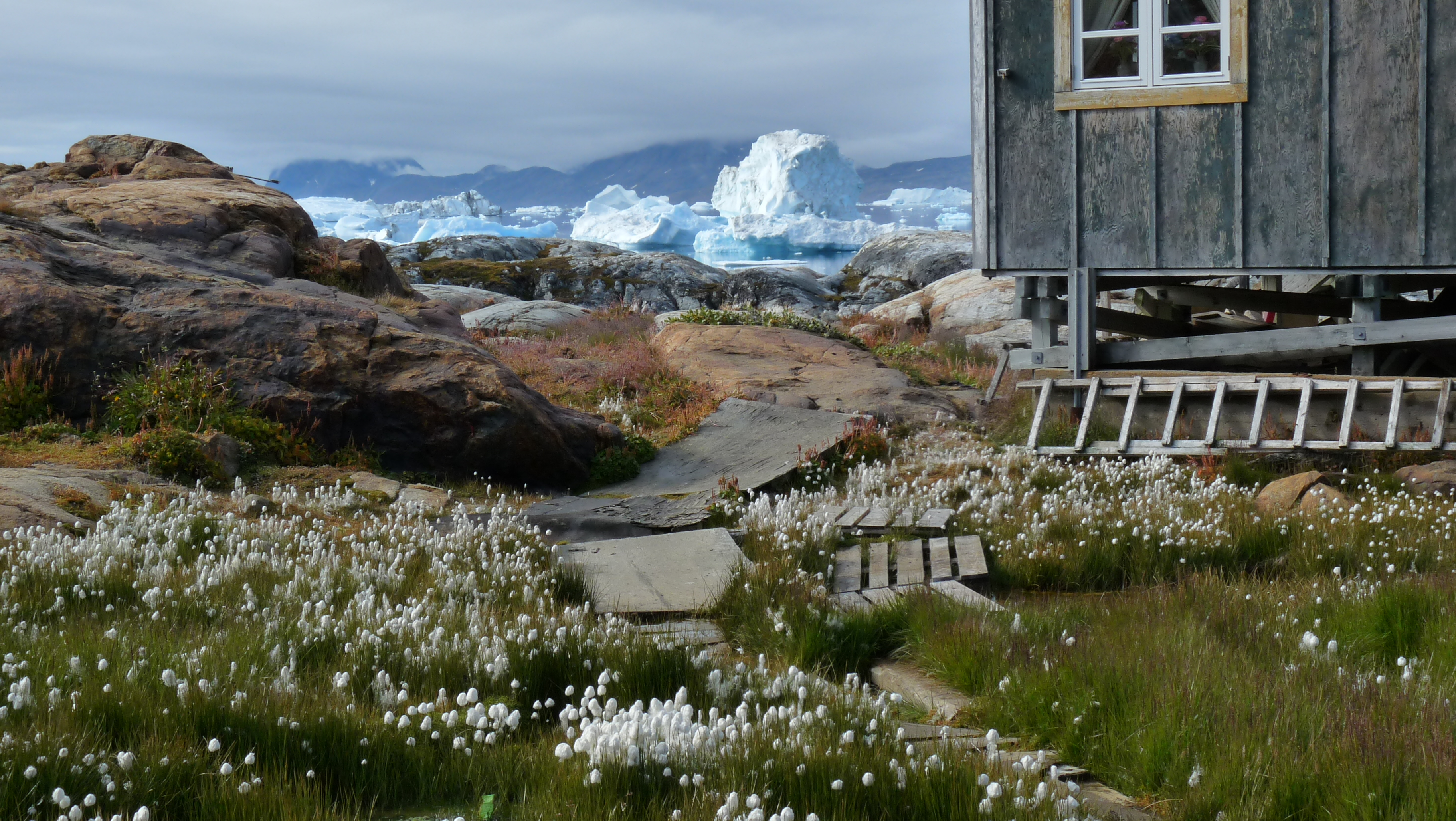
Détail d'une maison à Tiniteqilaaq bordant les rives de Sermilik.
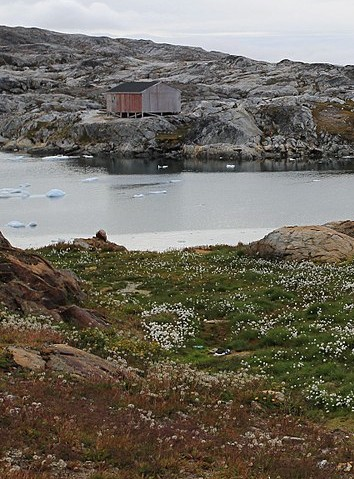
Maison sur les rives de Sermilik.

## Faune et flore

### Faune
Peu d'espèces animales représentent la faune locale. Des taxons, tels que le lièvre arctique (Lepus arcticus), ou le bœuf musqué (Ovibos moschatus), ne sont plus présents sur le territoire de Sermilik et de sa région depuis la période préhistorique du Groenland,. Le renne (Rangifer tarandus) a, quant à lui, disparu de la vallée du fjord depuis la fin du XIIe siècle,. Quelques renards arctiques (Vulpes lagopus) et ours polaires (Tharloctos maritimus) peuvent être parfois rencontrés et venir nicher aux environs du fjord,,.
Des groupes de narvals opèrent leur migration dans les eaux de Sermilik durant les mois d'été, afin de se reproduire. Au sein du fjord, à l'instar de certains pinnipèdes,, ces cétacés font, ou faisaient, fréquemment l'objet de chasse,,,. La partie sud de Sermilik, à l'instar du fjord de Scoresby Sund et ceux de la localité de Kangerlussuaq, constitue l'une des zones écologiques privilégiées par les narvals et leur population y est particulièrement importante,. Des phoques à capuchon (Cystophora cristata) viennent occuper la zone située à l'embouchure de Sermilik durant les mois d'été. D'autres espèces appartenant à la famille des phocidés, notamment le phoque commun (Phoca vitulina) et le phoque annelé — Pusa hispida, synonyme, Phoca hispida, —, nichent dans l'aire territoriale du fjord. En outre, la présence de morses de l'Atlantique (Odobenus rosmarus rosmarus) a été observée à Sermilik. Un total de 10 individus a fait l'objet d'une chasse entre 1980 et 1988,.
Les eaux du fjord abritent des poissons tels que l'omble chevalier (Salvelinus alpinus) — espèce piscicole venant migrer pour frayer au cours des saisons estivales —, le chaboisseau à épines courtes (Myoxocephalus scorpius) — ou, en synonyme, le Acanthocottus scorpius, un taxon appartenant à la super-famille des cottoidea — et la morue de l'Atlantique (Gadus morhua).
Le bécasseau de l'Anadyr Calidris tenuirostris et le tournepierre à collier (Arenaria interpres) comptent parmi les taxons aviaires inventoriés dans le fjord. Cette espèce, et ce genre d'oiseau, accomplit une migration jusqu'à Sermilik au cours des mois de juin et juillet,. D'autres espèces limicoles — notamment le bécasseau sanderling (Calidris alba), l'oie rieuse (Anser albifrons), la bernache cravant (Branta bernicla), le pluvier grand-gravelot (Charadrius hiaticula), le tournepierre à collier (Arenaria interpres), le bécasseau maubèche (Calidris canutus) —, qui effectuent leur parcours migratoire en partant de l'Islande via le fjord de Sermilik jusqu'à l'île d'Ellesmere, dans le territoire fédéral canadien du Nunavut, ont été également répertoriées,. Entre Sermilik et la baie de Disko, lors de leur mouvement trans-glacial du printemps, ces oiseaux utilisent des courants aériens dont les vents peuvent atteindre des vitesses s'échelonnant entre 15  et   25 m/s,. Enfin, la présence de goélands bruns (Larus fuscus) a été observée à Sermilik au début des années 1990.

Faune de Sermilik
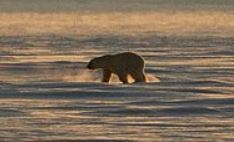
Ours polaire du Groenland.
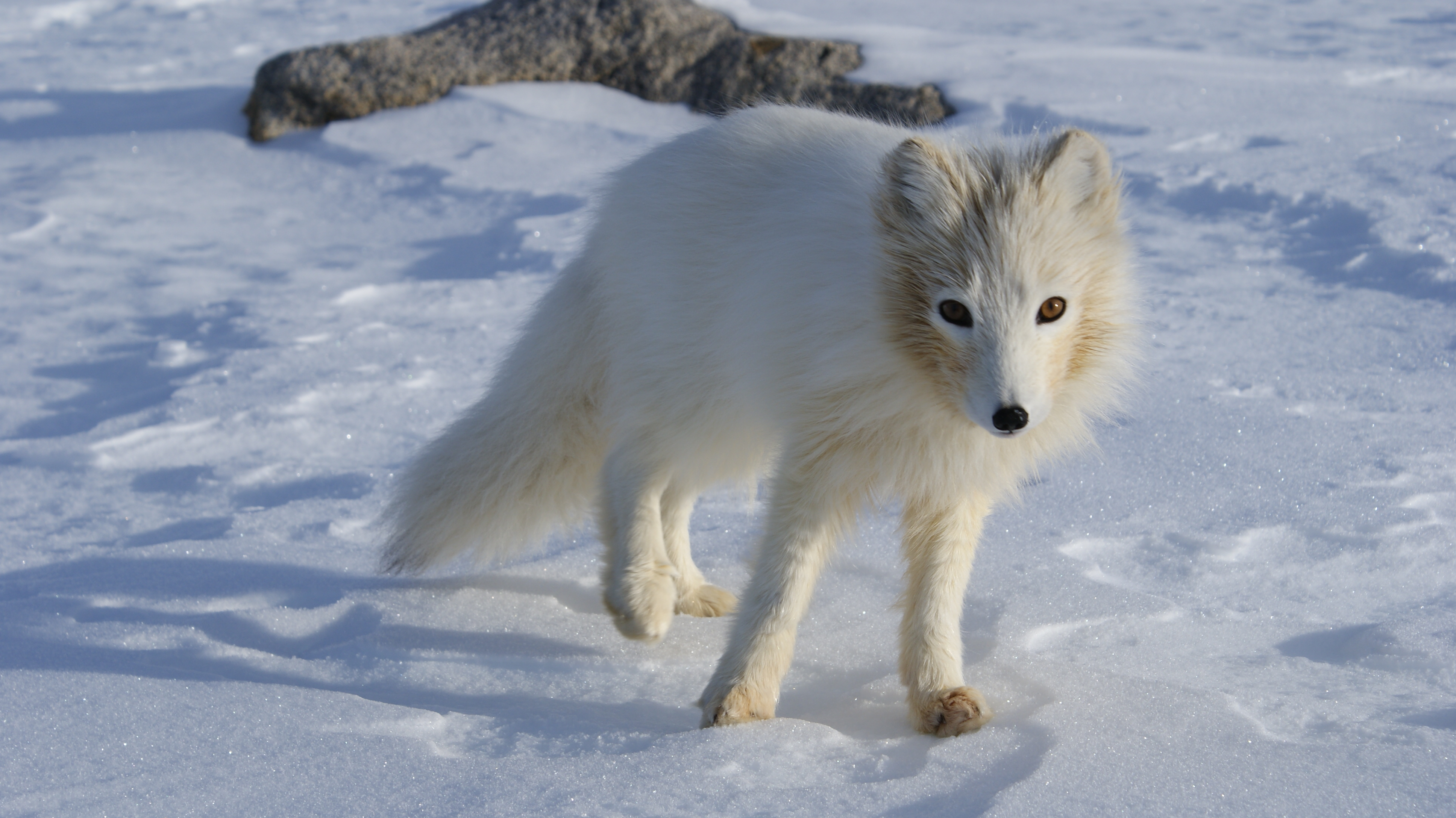
Renard arctique du Groenland.
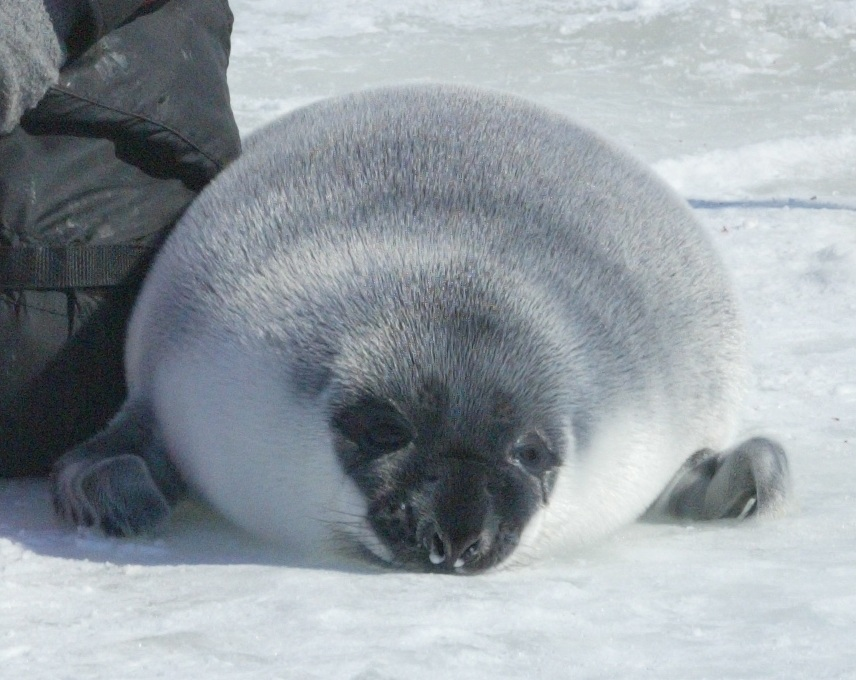
Un phoque à capuchon.
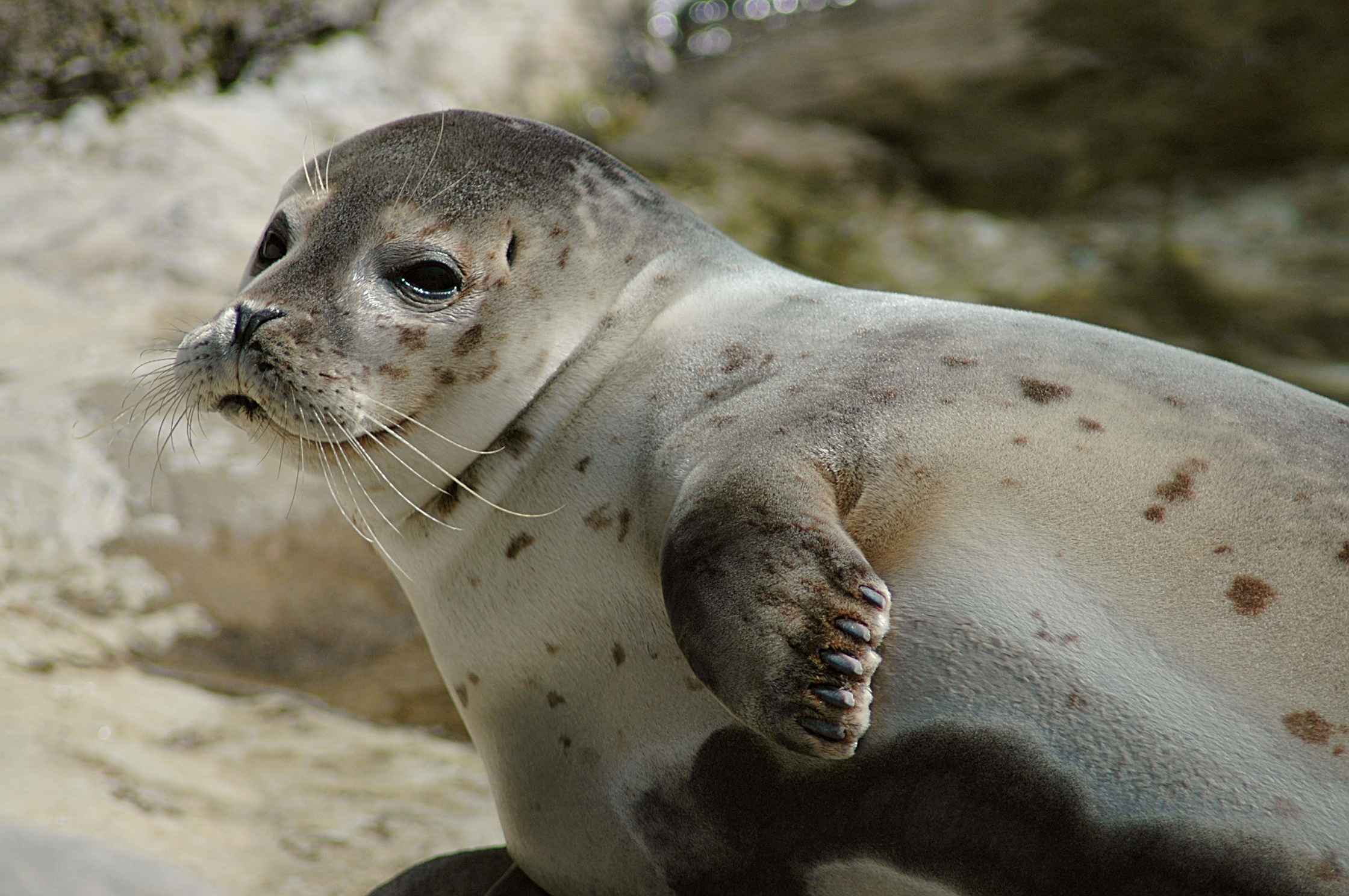
Un phoque commun.
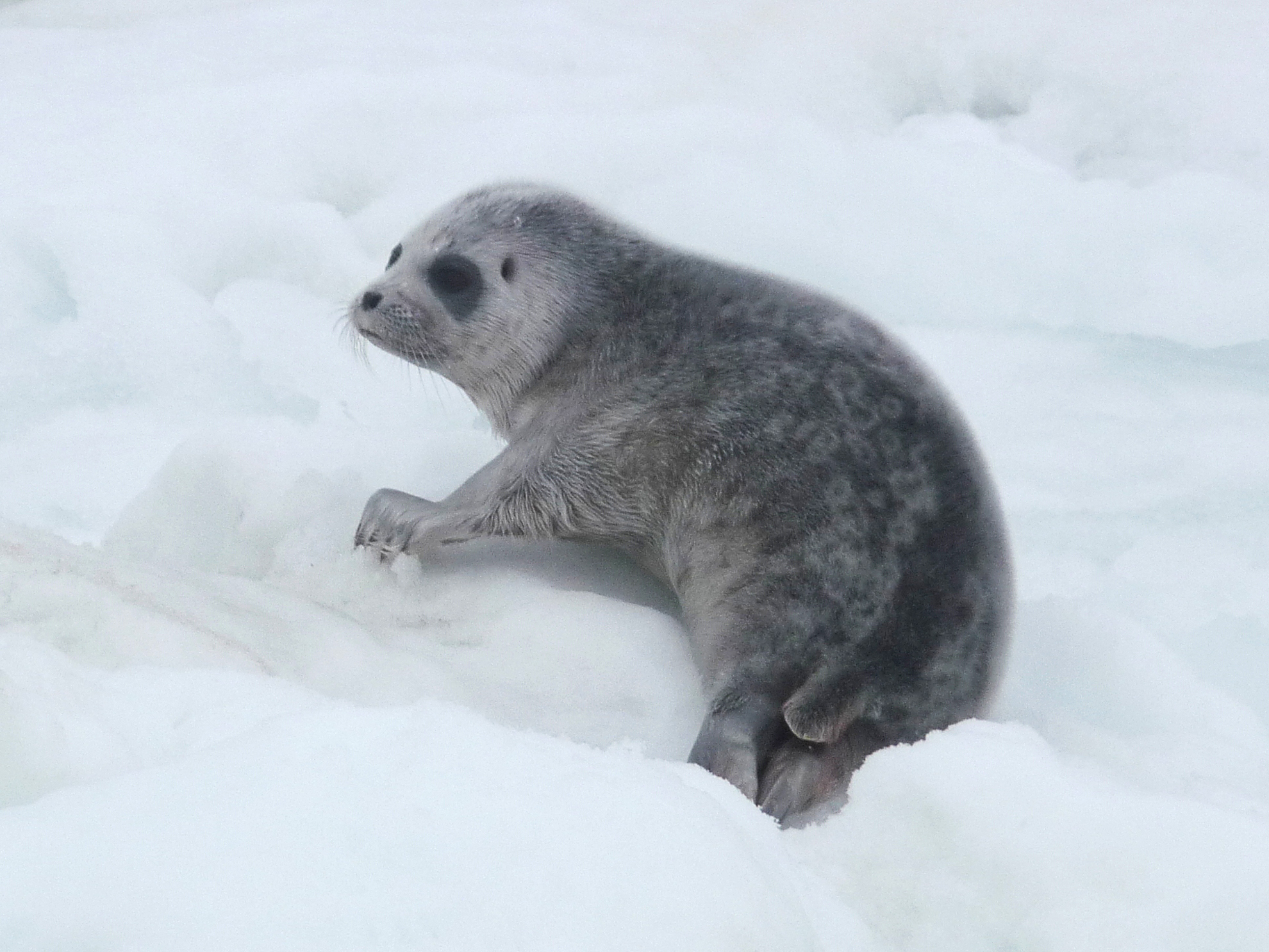
Un phoque annelé.
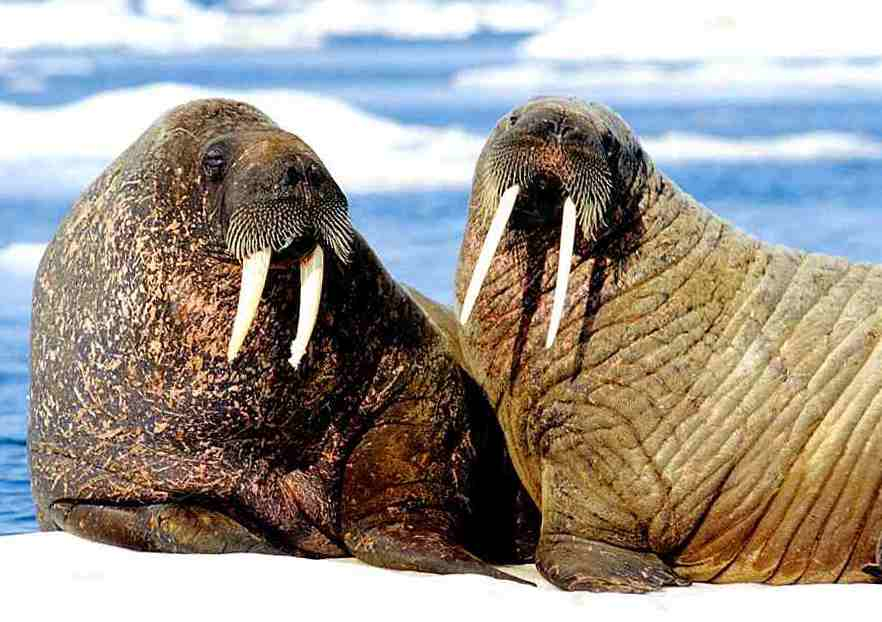
Un couple de morses de l'Atlantique.
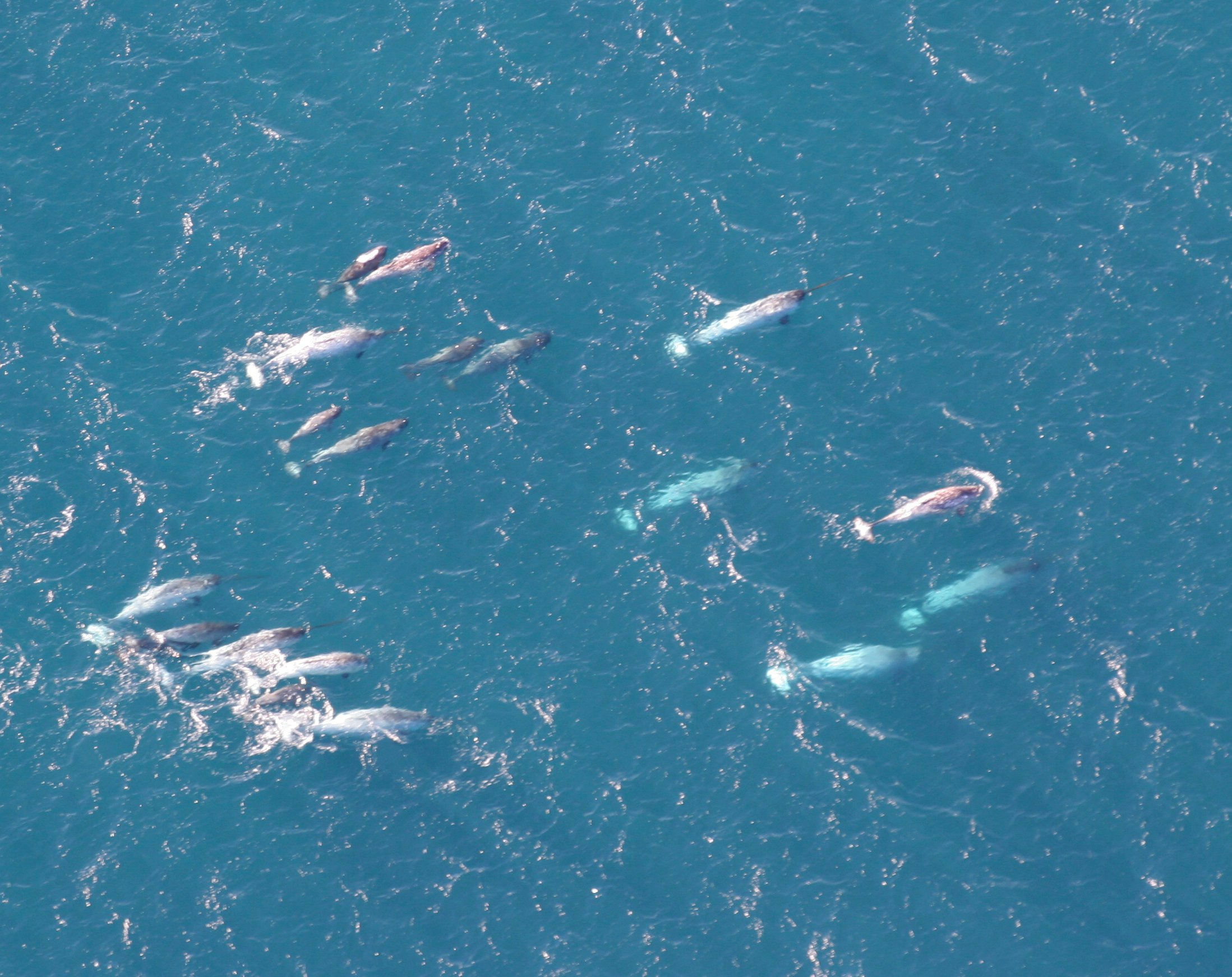
Groupe de narvals.
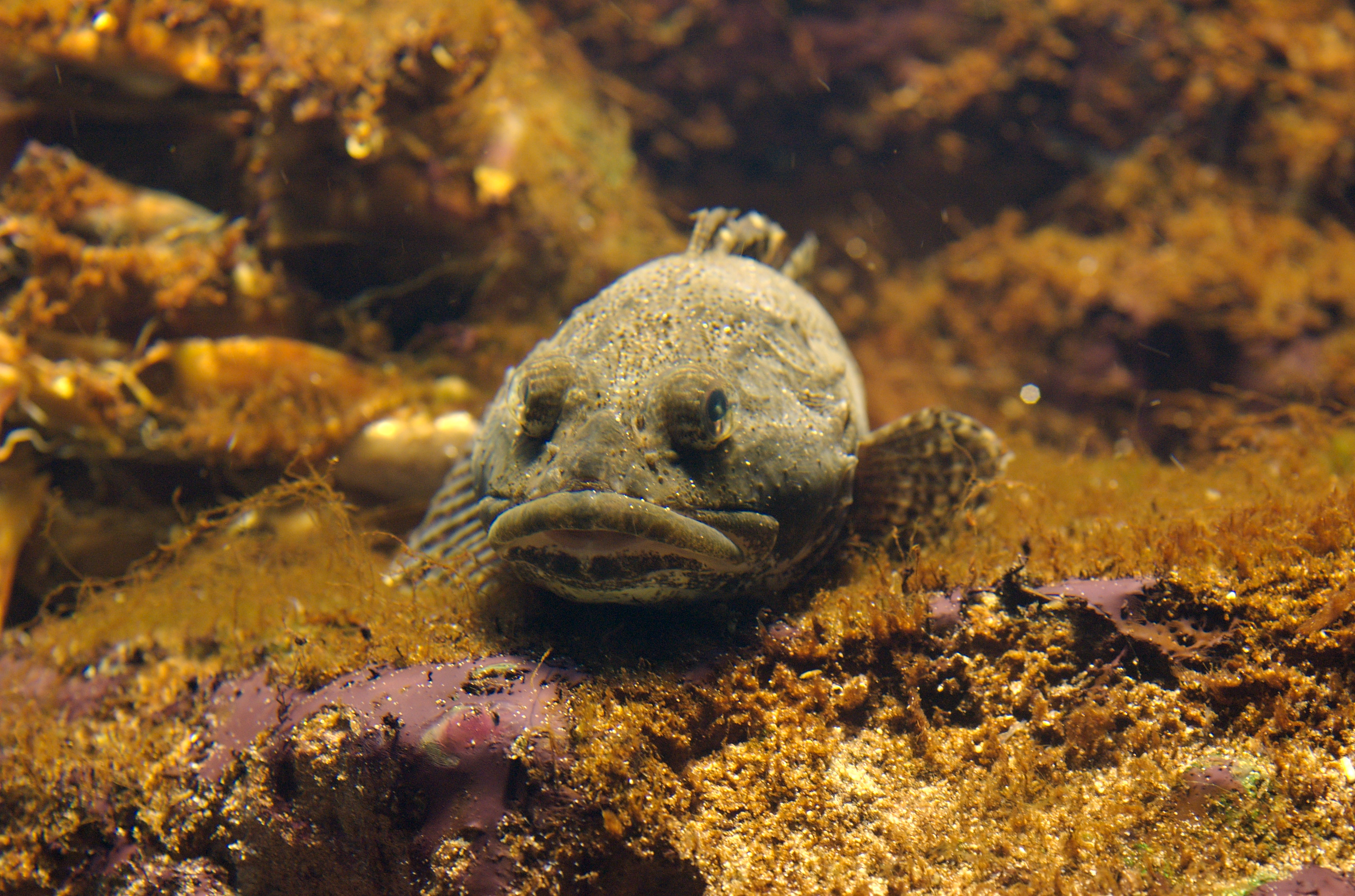
Chaboisseau à épines courtes.
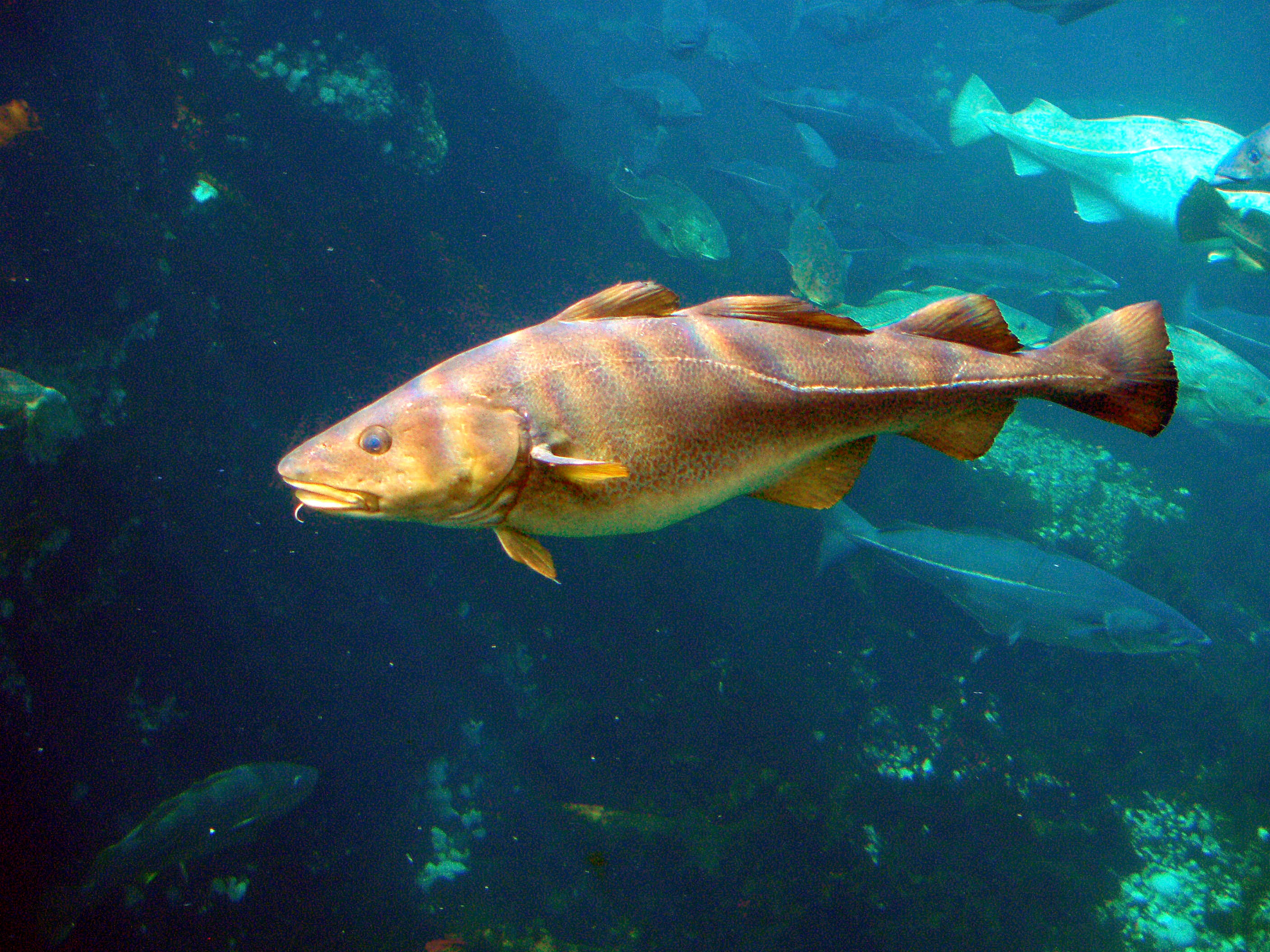
Morue de l'Atlantique.
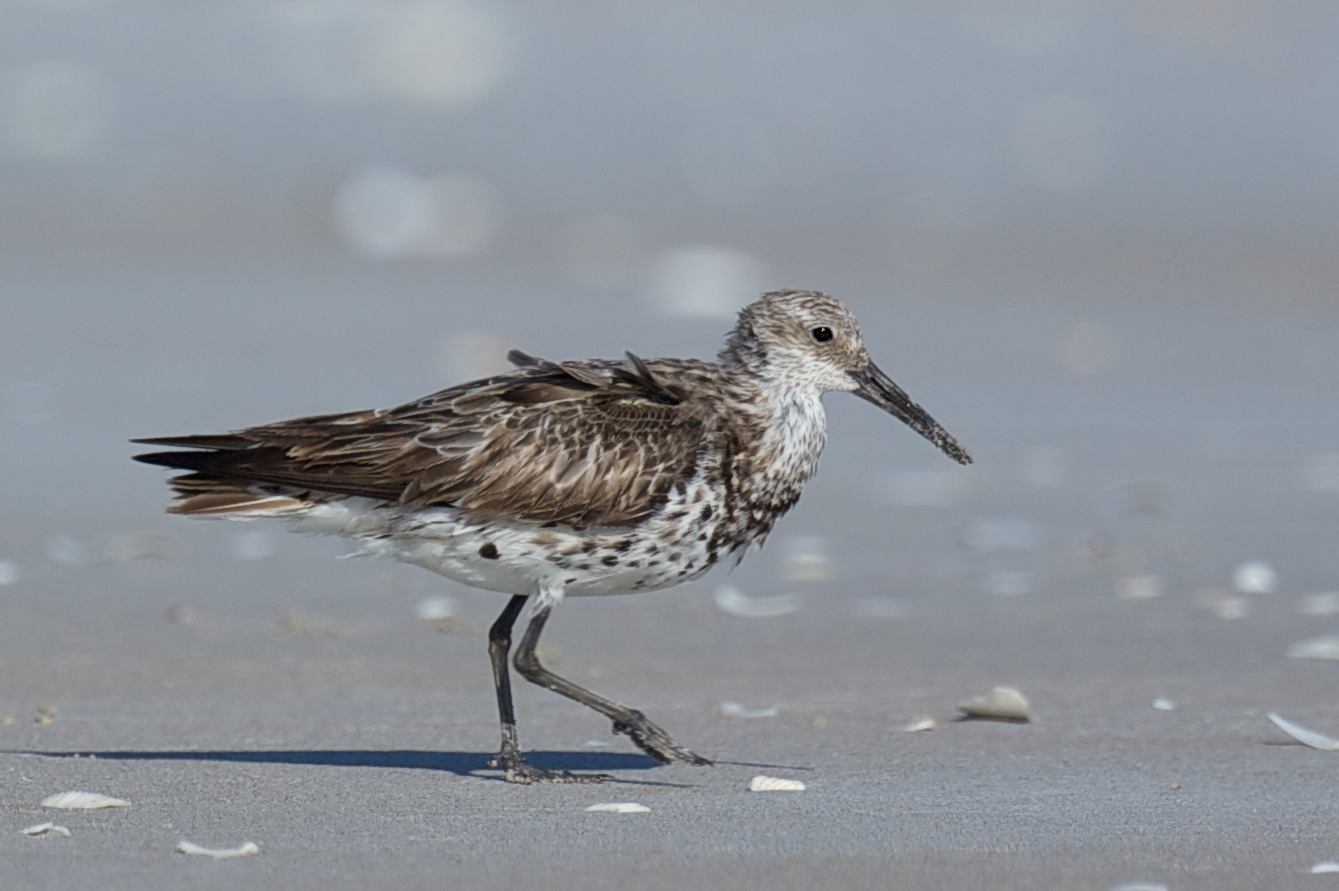
Bécasseau de l'Anadyr.
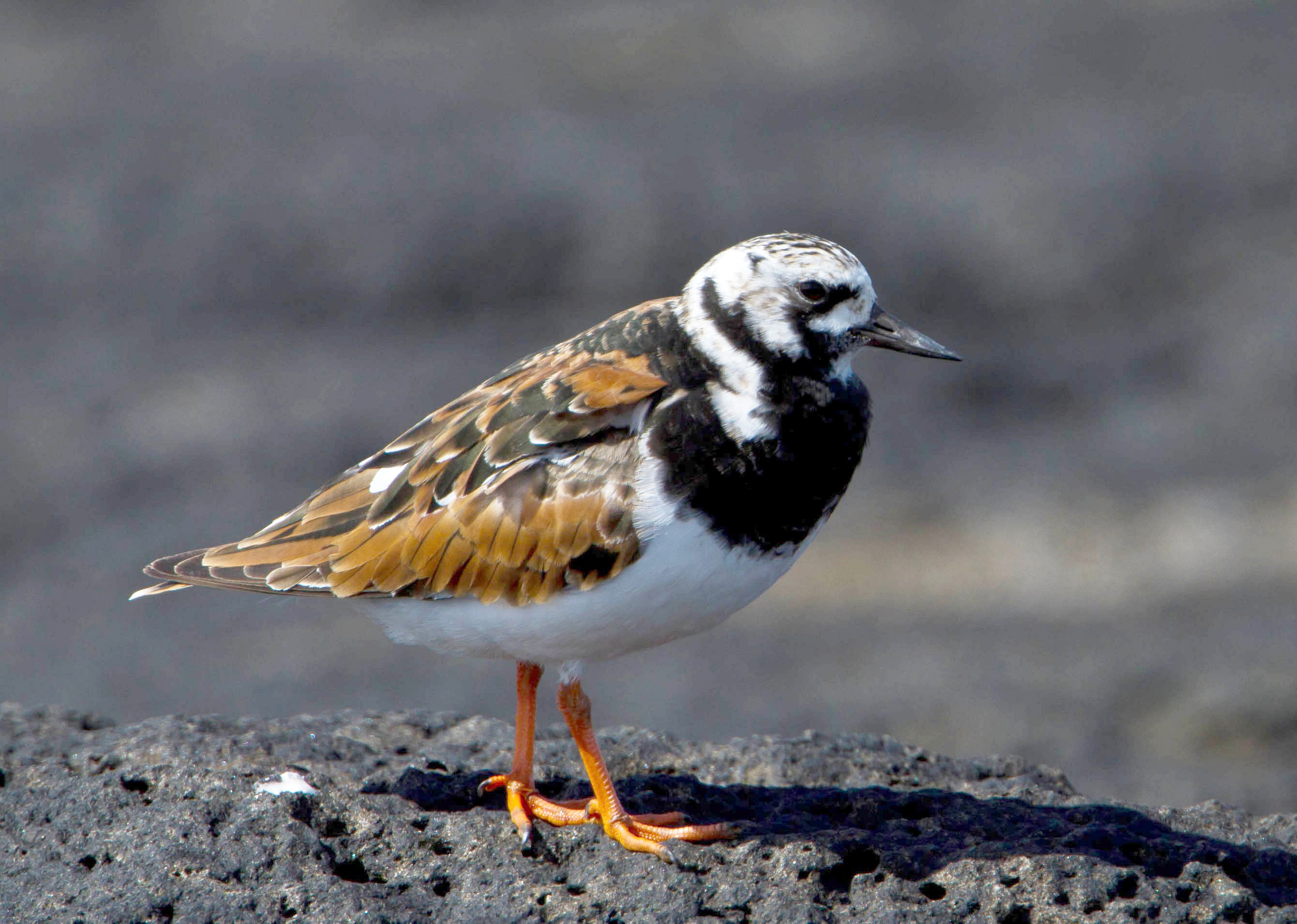
Tournepierre à collier.

### Flore
La vallée de Sermilik et des deux autres fjords, qui comportent des niches écologiques exposées et aux températures relativement douces, sont favorables à une croissance végétative pérenne,,,. La flore bordant les rives du fjord se compose notamment de variétés de campanules (Campanula) — en particulier la campanule uniflore (Campanula uniflora) et de la Campanula giesekiana, synonyme de Campanula rotundifolia (campanule à feuilles rondes),,,) —, de variétés de Pedicularis — en particulier la Pedicularis hirsuta —, de Diapensia lapponica, de Loiseleuria procumbens (azalée couchée), de Chamerion latifolium (épilobe à feuilles larges), et de Rhododendron lapponicum (rhododendron lapon). Ces essences se retrouvent aussi autour des fjords d'Ammassalik et de Sermiligaaq,,. D'autres espèces florales, comme l'orpin rose (Rhodiola rosea), la cassiope hypnoïde ou encore l'angélique officinale (Angelica archangelica) et la renouée vivipare sont inventoriées dans la vallée de Sermilik,,. Des spécimens de Selaginella selaginoides (ou sélaginelle spinuleuse), une espèce de « plante rare » dans le sud du Groenland et appartenant à l'ordre des lycophytes, et des herbacées, telles que l'Alchemilla filicaulis, la Carex bigelowii, la gentiane amère, la renoncule âcre, et le Trichophorum cespitosum (nom vernaculaire : Scirpe cespiteux), Taraxacum lapponicum (synonyme : Taraxacum croceum,), Thalictrum alpinum, la violette des marais, ainsi qu'une espèce d'orchidée, Platanthera hyperborea (nom vernaculaire anglais : « Northern green Orchid ») ont été recensées,.
La couverture végétative de la vallée, notamment dans sa partie sud-est, dans la zone entourant le glacier de Mittivakkat, ainsi que sur les îlots se trouvant dans son delta, comprend plusieurs espèces de lichens, dont Acarospora molybdina (ordre des Acarosporales,), Allantoparmelia alpicola (espèce appartenant à la famille des Parmeliaceae et au genre Allantoparmelia,), Calvitimela armeniaca (famille des Lecanoraceae, genre Calvitimela,), Lecanora polytropa (genre Lecanora,), Melanelia hepatizon (famille des Parmeliaceae, genre Melanelia), Orphniospora moriopsis (famille des Fuscideaceae, genre Orphniospora), Pseudephebe minuscula (genre Pseudephebe), Umbilicaria hyperborea (famille des Umbilicariaceae, genre Umbilicaria,) et Umbilicaria virginis (famille des Umbilicariaceae, genre Umbilicaria). Ces espèces poussent essentiellement sur des formations de type morainique (essentiellement des blocs erratiques), ainsi que sur des roches moutonnées,. Les thalles (ou thalli) des spécimens de Pseudephebe minuscula, d'Umbilicaria hyperborea et d'Umbilicaria virginis poussant sur les moraines de la partie sud de Sermilik, ont été observées avec des diamètres respectifs de 125, 53 et 60 mm en 1900 ; tandis qu'en 1970, ils n'étaient plus que de 20, 46 et 30 mm,. Des spécimens de Rhizocarpon geographicum ont été également inventoriés dans la vallée de Sermilik,,. Ces formations hétérotrophes sont associées à des taxons de mousses et des Cyperaceae dont Carex rariflora (nom vernaculaire : carex rariflore,),,.
Par ailleurs, des petits arbrisseaux producteurs de baies, tels que Empetrum nigrum (camarine noire) et la myrtille des marais, sont répertoriés à Sermilik et dans le district d'Ammassalik. Enfin, des espèces arbustives naines, notamment le bouleau nain (Betula nana), le saule herbacé (Salix herbacea) et le saule glauque (Salix glauca), viennent compléter le panorama végétatif du fjord,,,.

Flore de Sermilik
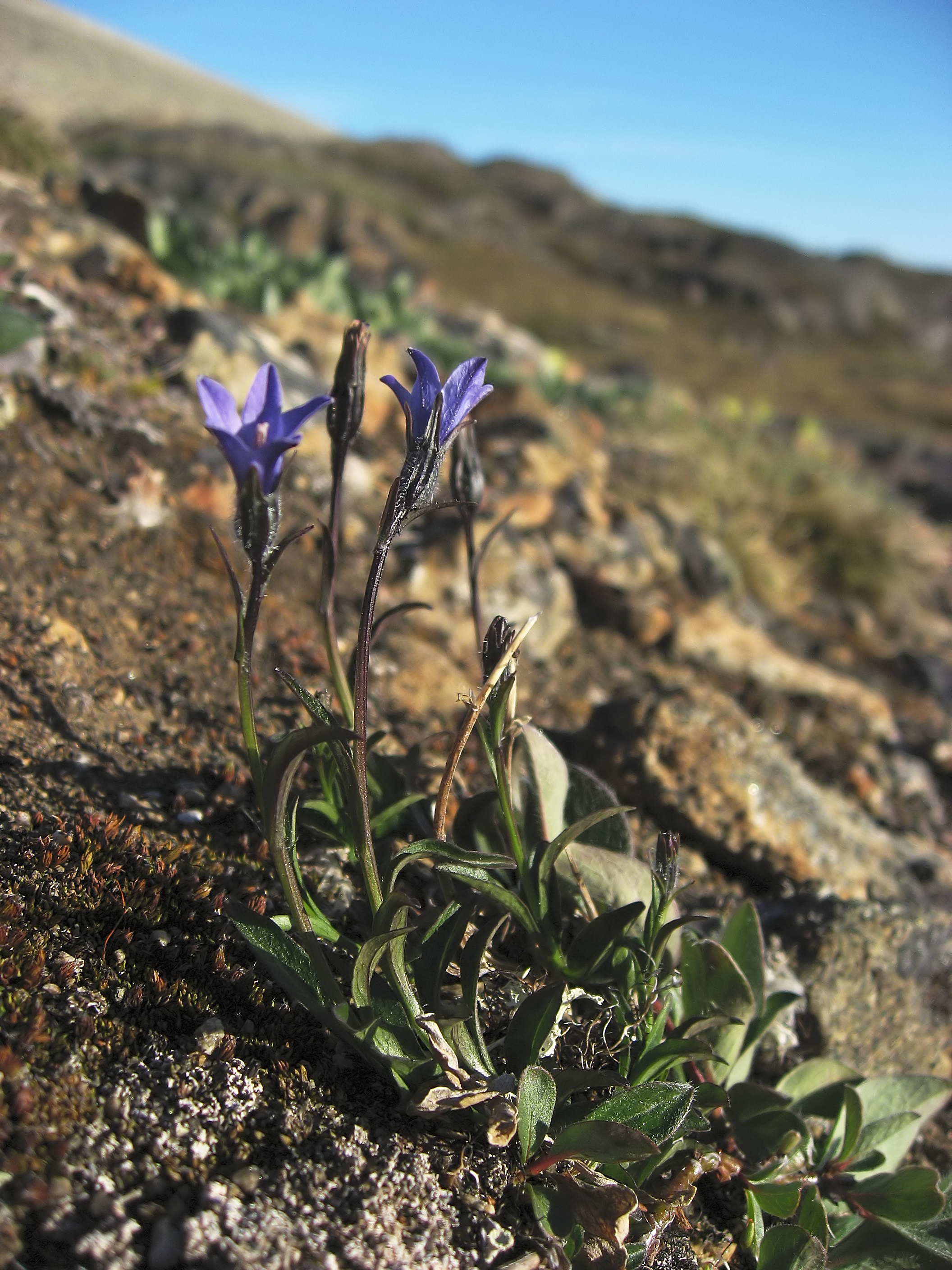
Campanule uniflore.
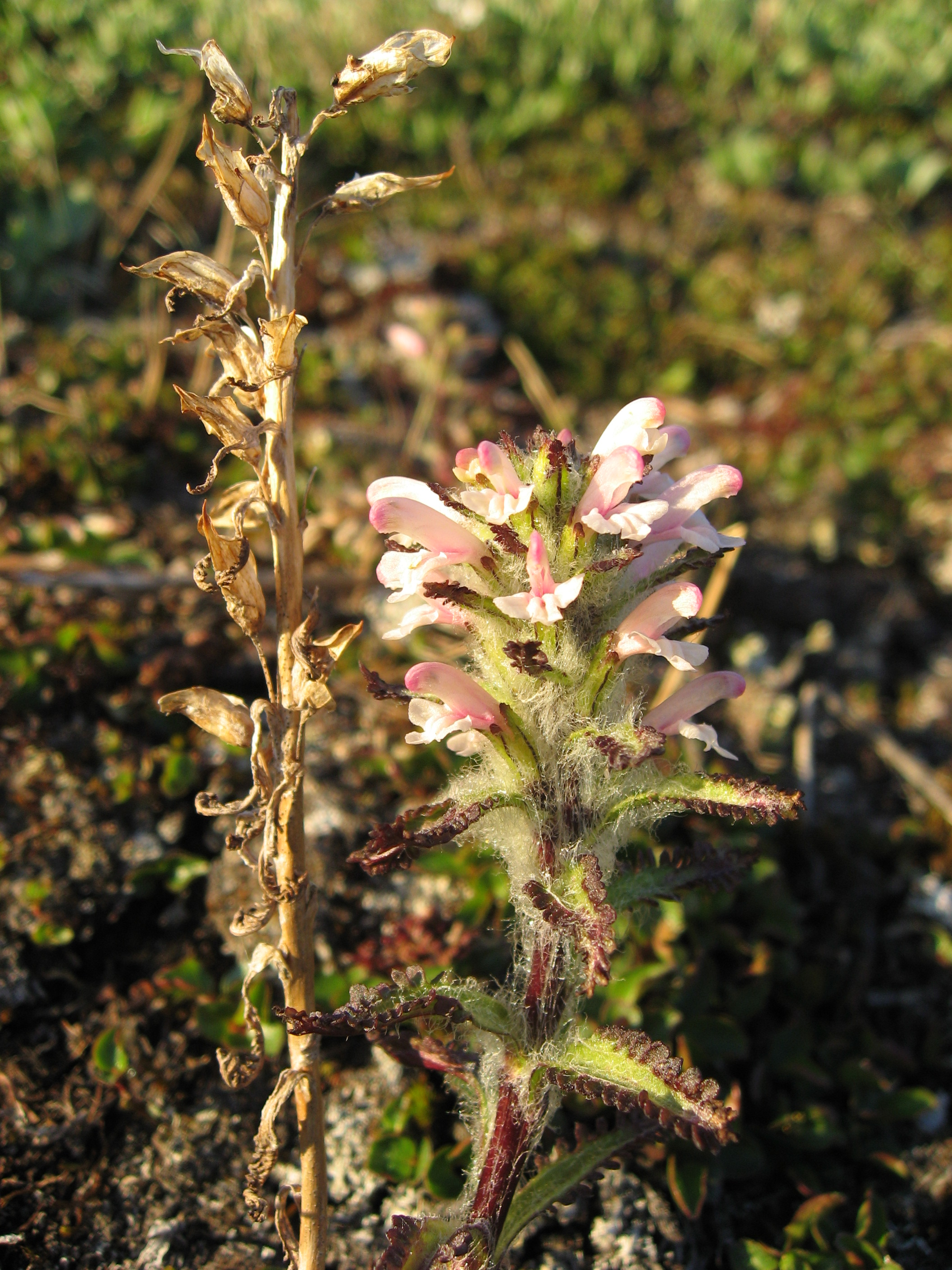
Pedicularis hirsuta.
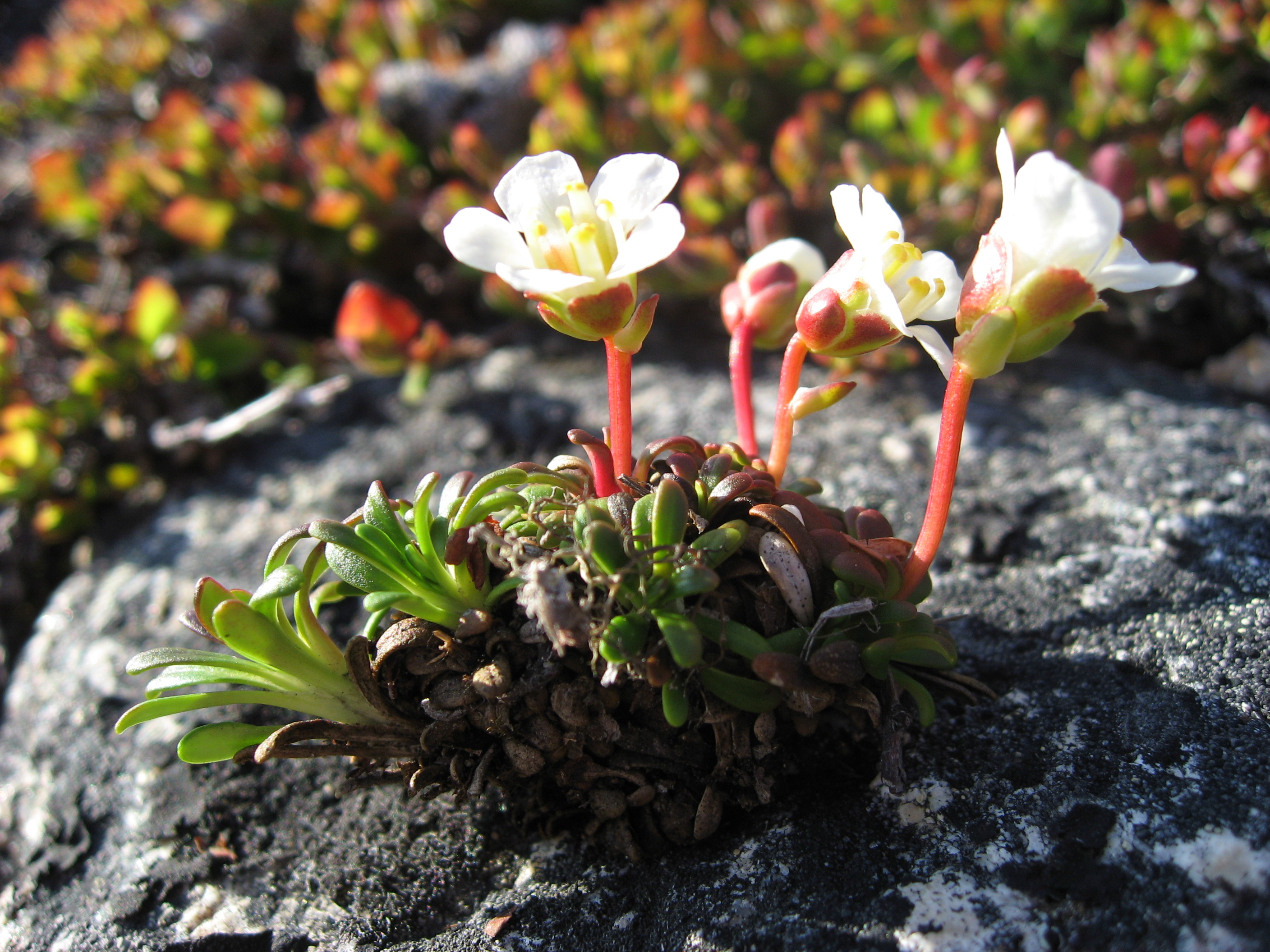
Diapensia lapponica.
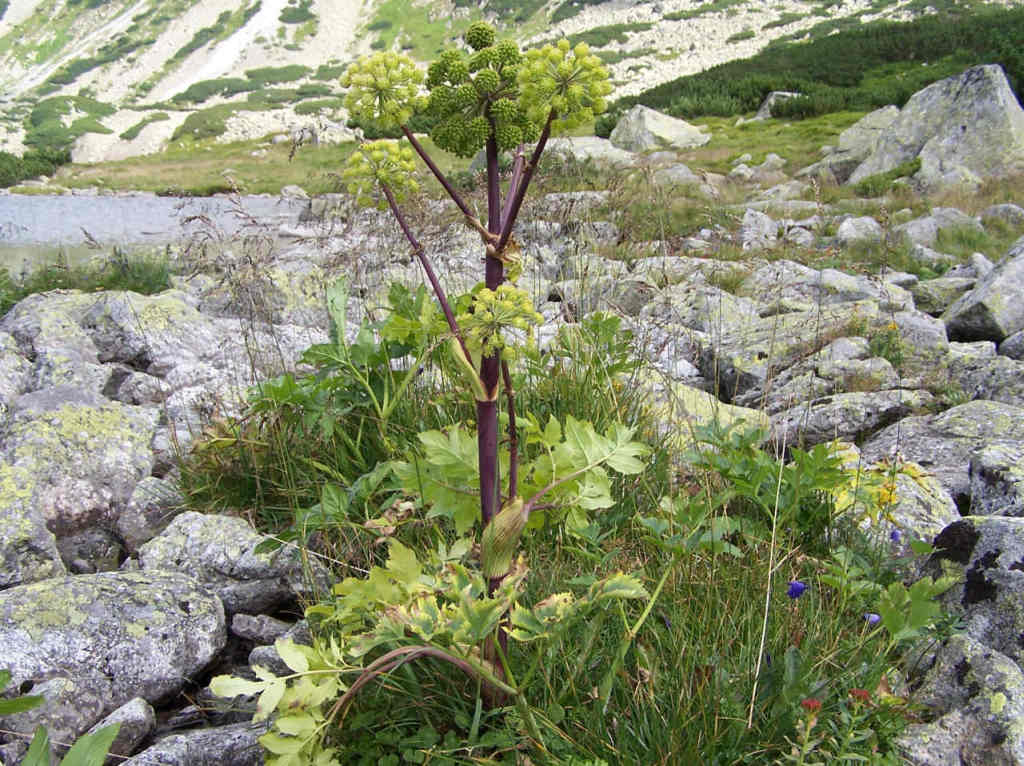
Angélique officinale.
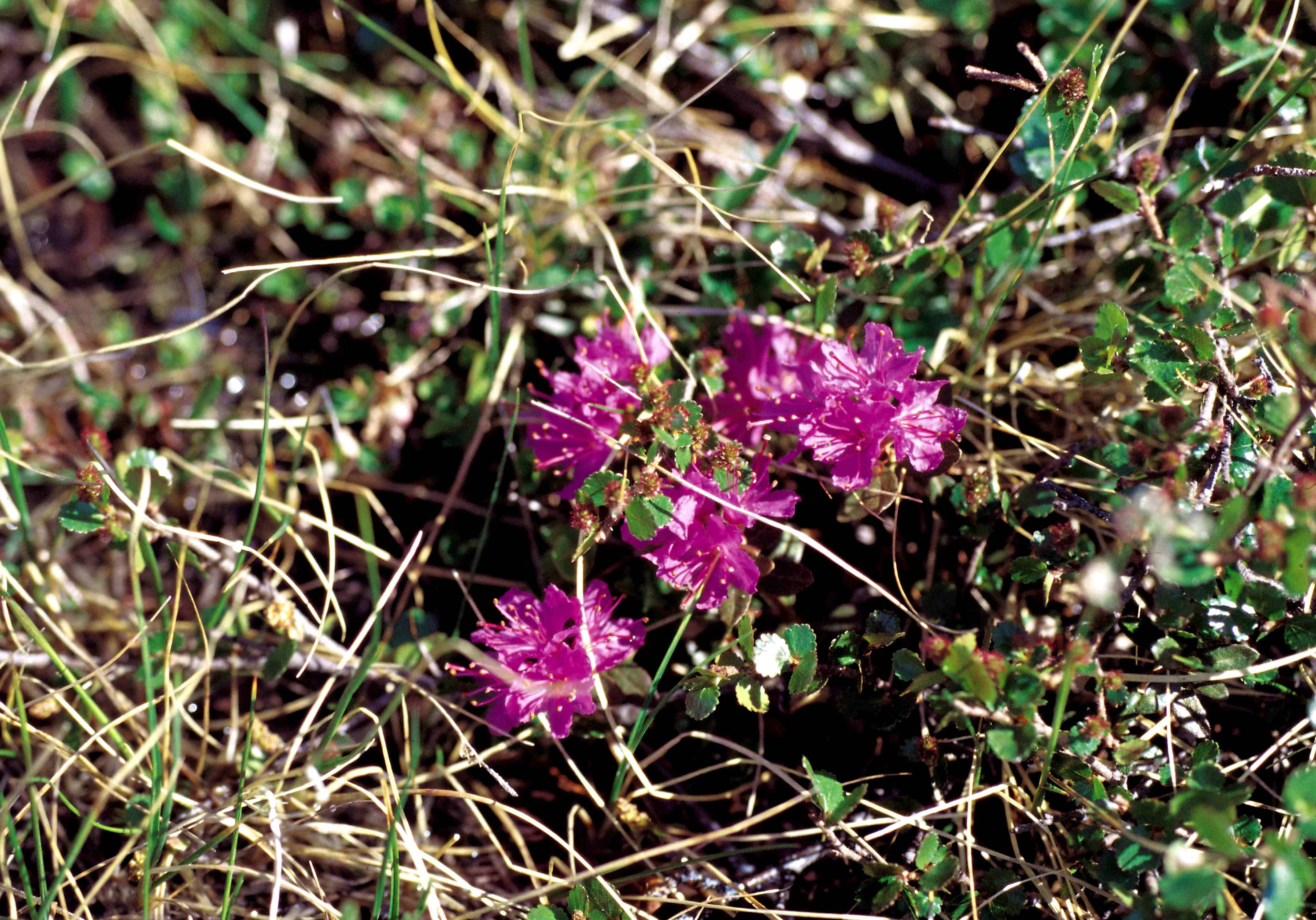
Rhododendron lappon.
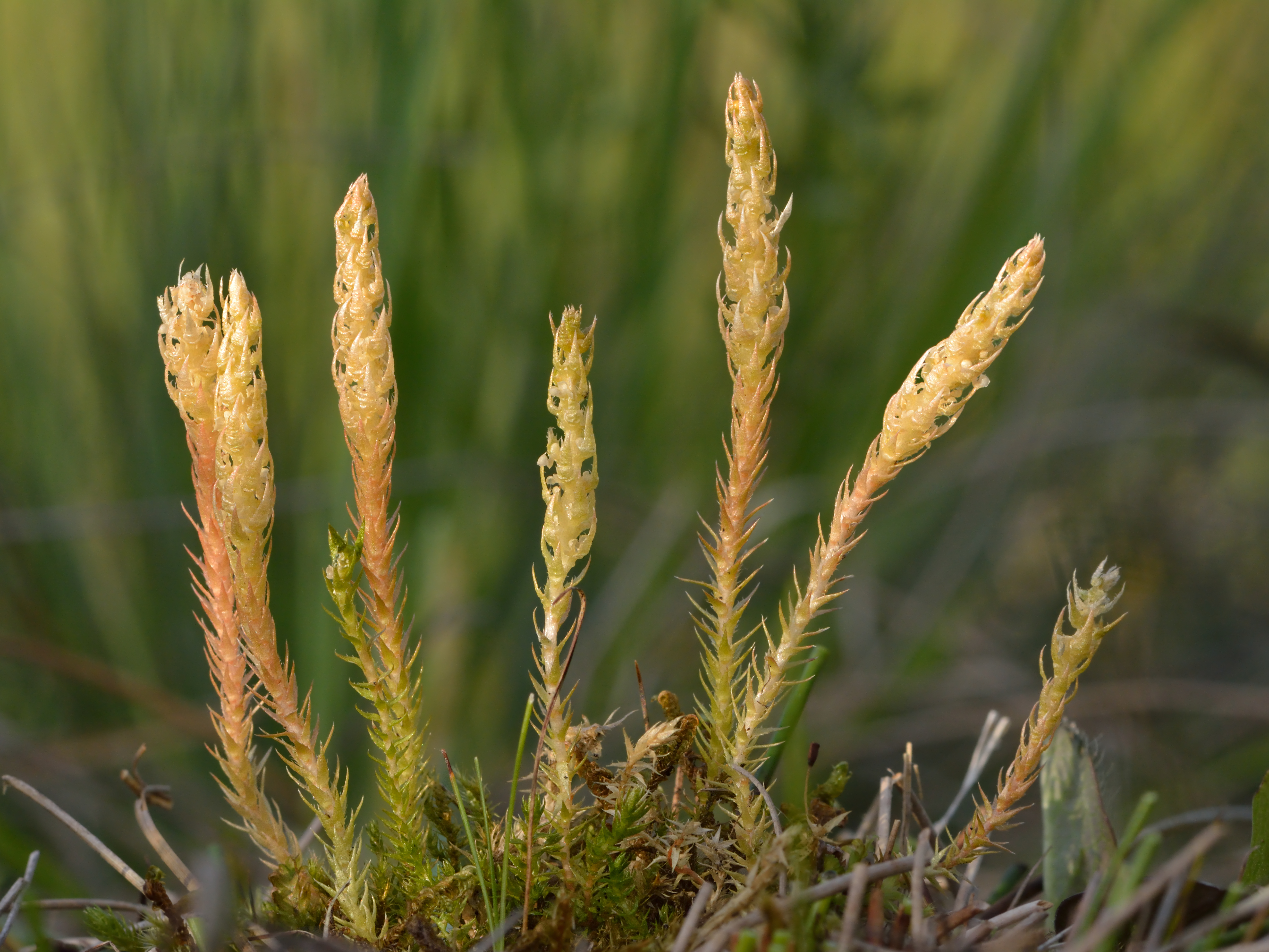
Sélaginelles spinuleuses.
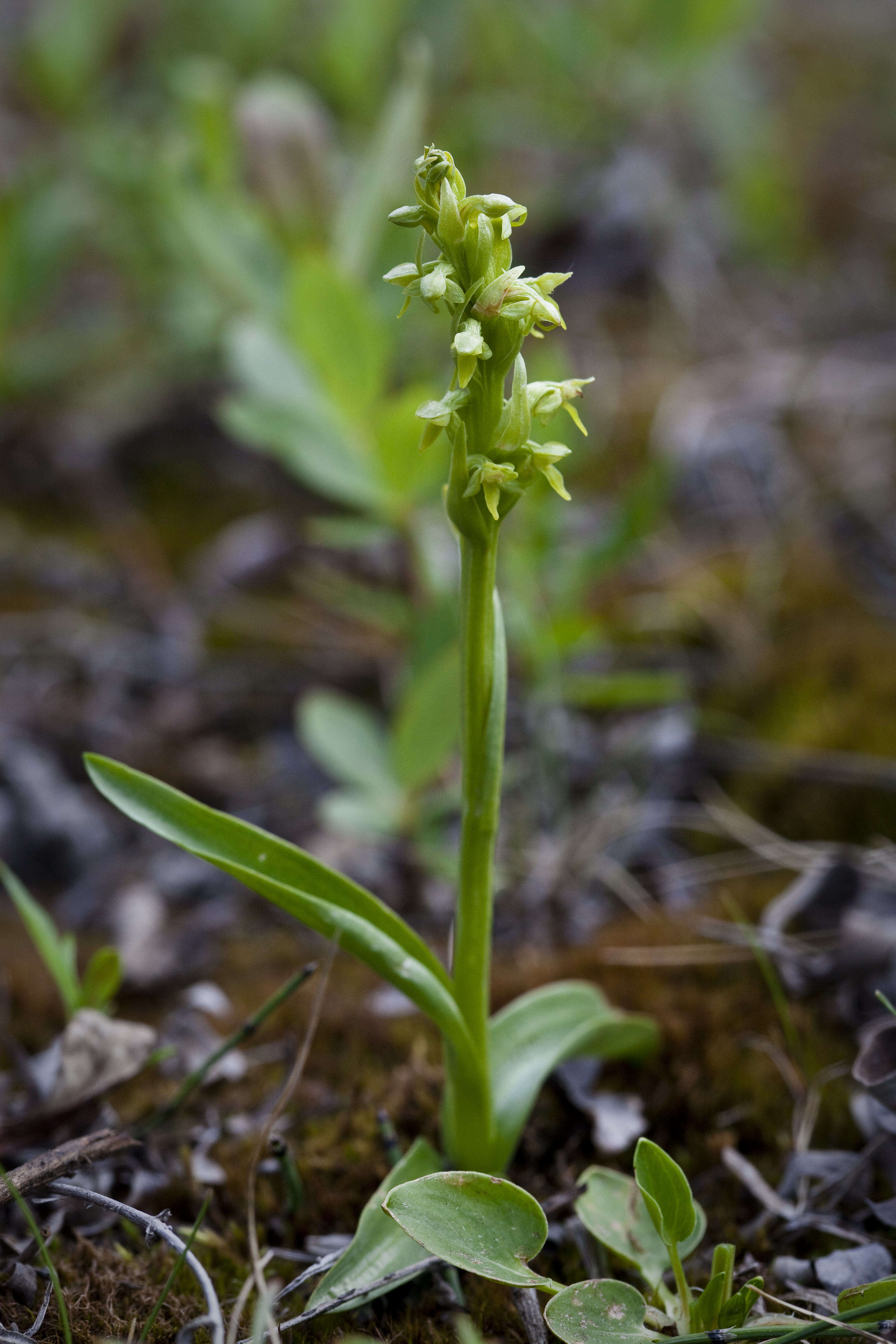
Platanthera hyperborea.
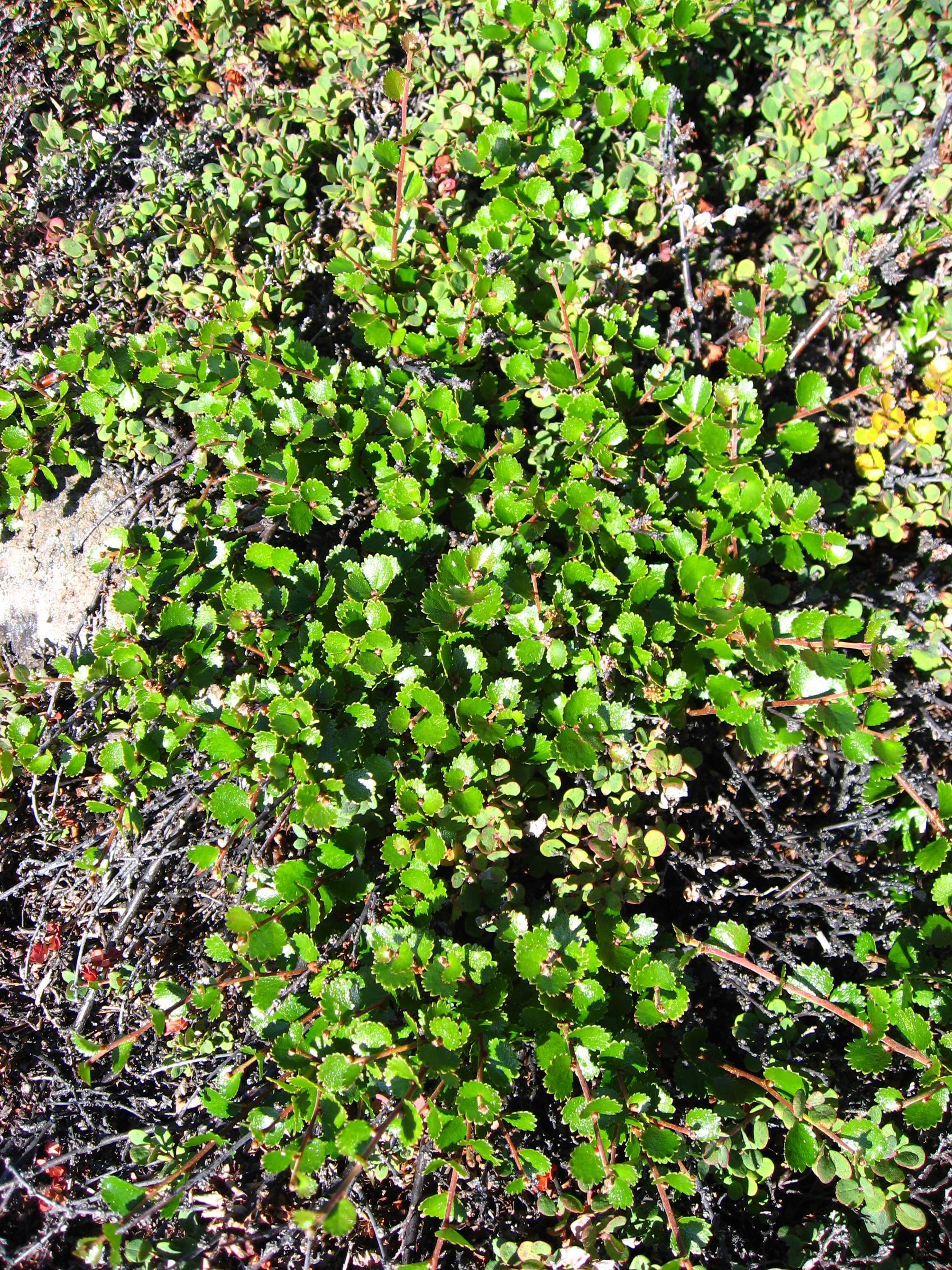
Bouleau nain.
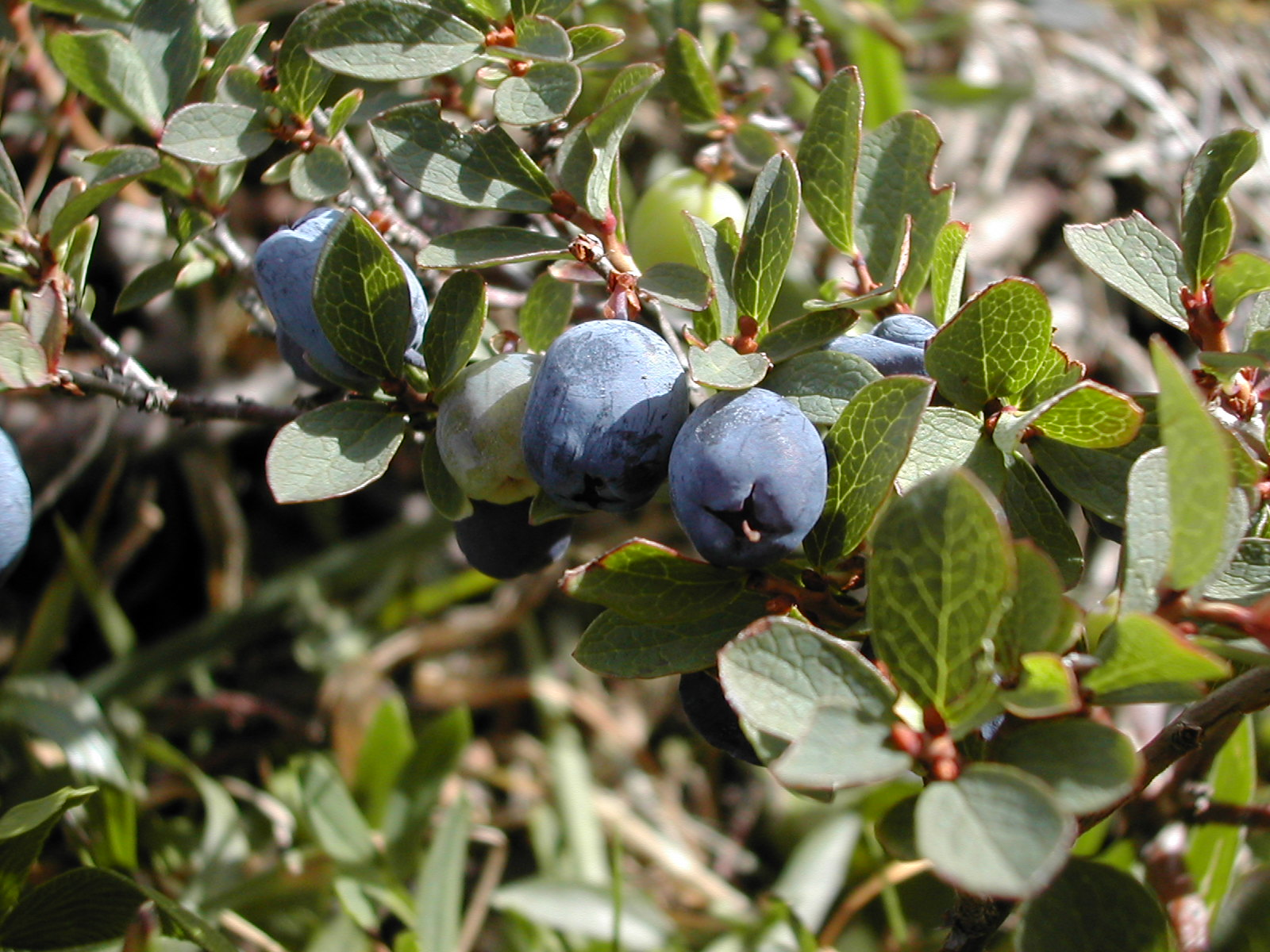
Myrtille des marais.
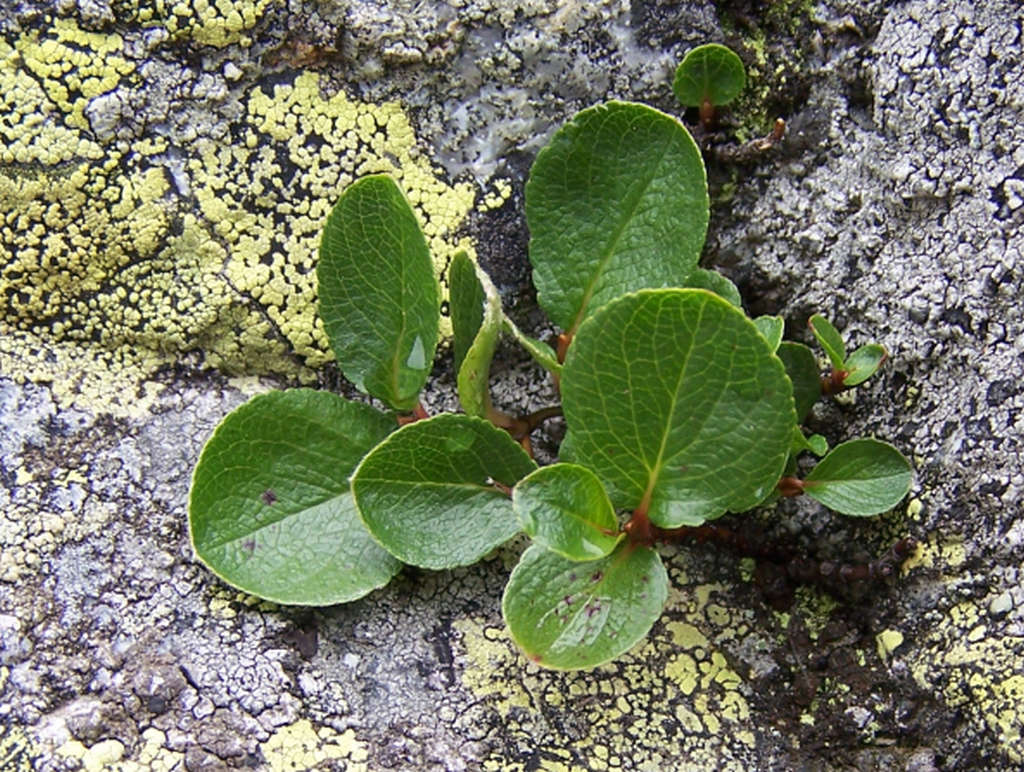
Saule herbacée
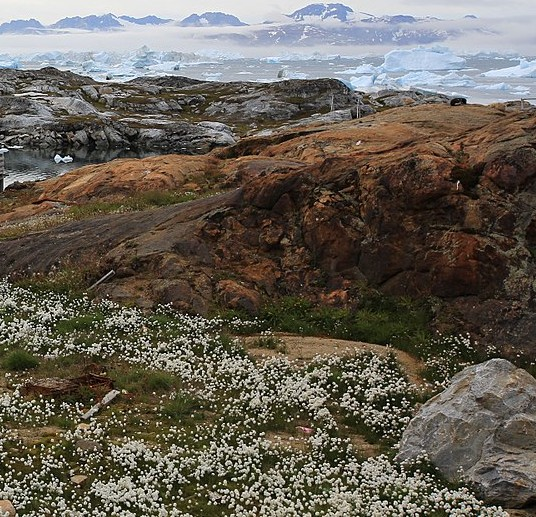
Herbacées poussant sur les rives du fjord.
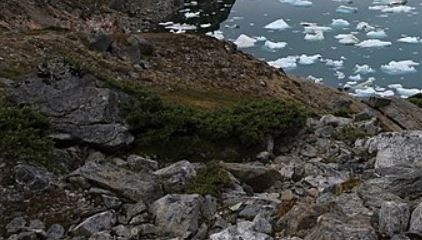
Formations de mousses et de lichens sur les rives du fjord.